# Operazione Undertone
Operazione Undertone fu il nome in codice di una massiccia offensiva sferrata dalle forze armate degli Stati Uniti d'America e della Francia nella regione della Saarland-Palatinato a partire dal 12 marzo 1945, durante gli scontri del fronte occidentale della seconda guerra mondiale; l'operazione rientrava nei più vasti eventi della campagna della Renania del febbraio-marzo 1945.
L'operazione rappresentò il capitolo finale delle offensive sferrate dagli Alleati occidentali nelle terre a ovest del Reno; dopo aver sfondato il settore centrale del fronte all'inizio di marzo con l'operazione Lumberjack, la regione della Saarland-Palatinato rimaneva l'ultima posizione rimasta ai tedeschi sulla sponda occidentale del fiume. L'operazione si sviluppò come un attacco a tenaglia da parte di due armate alleate: a sud la Seventh United States Army del generale Alexander Patch, parte del Sixth United States Army Group franco-statunitense del generale Jacob Devers, avrebbe attaccato frontalmente le posizioni tenute dai tedeschi al confine tra Francia e Germania; nel mentre a nord-ovest la Third United States Army del generale George Smith Patton, parte del Twelfth United States Army Group del generale Omar Bradley, avrebbe attaccato il fianco tedesco lungo il fiume Mosella e preso alle spalle le forze che difendevano il fronte contro Patch.
La sproporzione di forze fu tale che l'esito dell'operazione non fu mai in dubbio. Per quanto la 1. Armee del generale Hermann Foertsch fosse riuscita a rallentare la spinta offensiva della Seventh Army grazie alle fortificazioni della Linea Sigfrido, il fronte della Mosella tenuto dalla debole 7. Armee del generale Hans Felber crollò ai primi urti delle forze di Patton. Ai tedeschi non restò altro da fare che intraprendere una difficile ritirata fino alle sponde del Reno, tormentati per tutto il tragitto dalle forze aeree degli Alleati. L'operazione ebbe termine il 24 marzo con l'evacuazione sulla sponda orientale del Reno degli ultimi reparti tedeschi scampati all'annientamento.

## Antefatti

### La situazione strategica

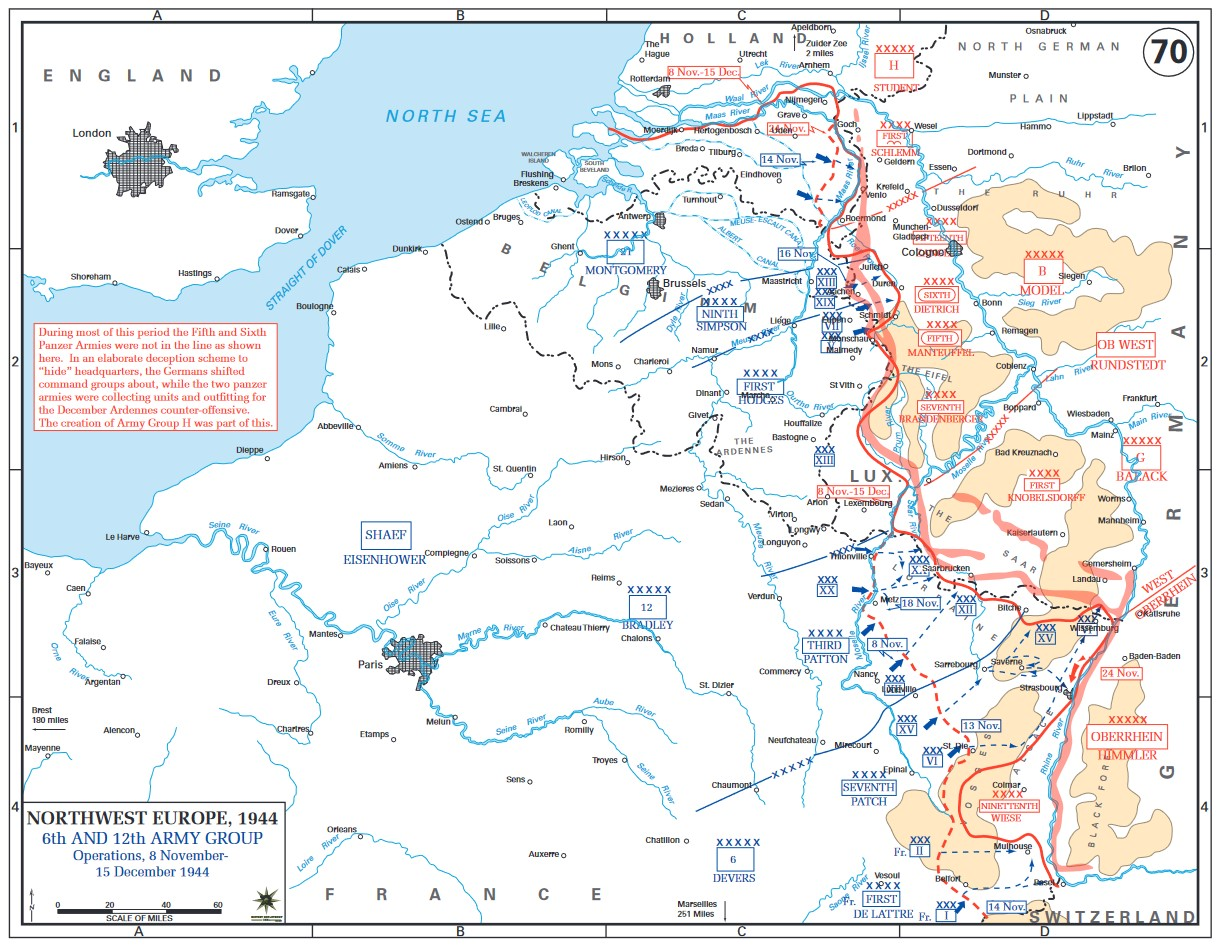
Carta del fronte occidentale con indicate le operazioni degli Alleati tra l'8 novembre e il 15 dicembre 1944

All'inizio del febbraio 1945 le forze degli Alleati occidentali avevano spinto la loro avanzata fino ai confini della Germania nazista ed erano pronte a sferrare l'offensiva finale contro il cuore della macchina bellica tedesca. La pianificazione strategica di massima stilata precedentemente allo sbarco in Normandia prevedeva, per questa fase della campagna, l'organizzazione di due potenti movimenti offensivi a tenaglia: il braccio settentrionale avrebbe colpito la parte nord della regione tedesca della Renania, proiettando le forze alleate oltre la barriera del fiume Reno e muovendo verso il cuore dell'industria pesante tedesca rappresentato dal bacino industriale della Ruhr; il braccio meridionale sarebbe invece avanzato dal confine tra Francia e Germania, avrebbe occupato la zona industriale della Saarland e si sarebbe quindi ricongiunto con il braccio settentrionale oltre il Reno alle spalle della Ruhr, chiudendo quest'ultima e le forze che la difendevano in una sacca. Con le sue principali industrie belliche occupate dagli Alleati, qualunque ulteriore resistenza della Germania sarebbe risultata completamente vana.
Questo piano di massima venne rivisto dal comandante supremo delle forze degli Alleati occidentali, il generale statunitense Dwight D. Eisenhower, alla luce delle esperienze registrate dalle sue forze durante le avanzate verso il confine tedesco del settembre-ottobre 1944. Benché la cosa non fosse accolta positivamente da molti dei suoi sottoposti, Eisenhower decise di ampliare il settore d'attacco fino ad abbracciare fondamentalmente l'intero fronte: le forze alleate sarebbero avanzate in maniera coordinata sferrando non un unico colpo in profondità in un settore ristretto del fronte, ma piuttosto una serie di offensive in successione in più settori distinti; in particolare, nessun attraversamento del Reno sarebbe stato tentato fino a che tutti i principali raggruppamenti di forze alleati non si fossero allineati lungo la sponda occidentale del fiume. Questa strategia puntava a razionalizzare la distribuzione dei rifornimenti, evitando una nuova crisi della logistica come quella seguita alla troppo rapida avanzata delle forze alleate attraverso la Francia settentrionale nel settembre precedente; avrebbe inoltre impedito ai tedeschi di concentrare le loro truppe in un unico settore minacciato, obbligandoli a disperdere le loro riserve, ormai in rapido esaurimento, lungo tutto il fronte occidentale. Non secondariamente, la strategia del "fronte ampio" di Eisenhower consentiva di distribuire l'onore delle operazioni e il prestigio che ne derivava in maniera uguale su tutte le forze degli Alleati, senza favorire in maniera particolare una certa nazione rispetto a un'altra: un tema politicamente sensibile, che periodicamente emergeva in particolare nei rapporti tra gli alti comandi britannici e statunitensi.

### L'avanzata alleata vero il Reno

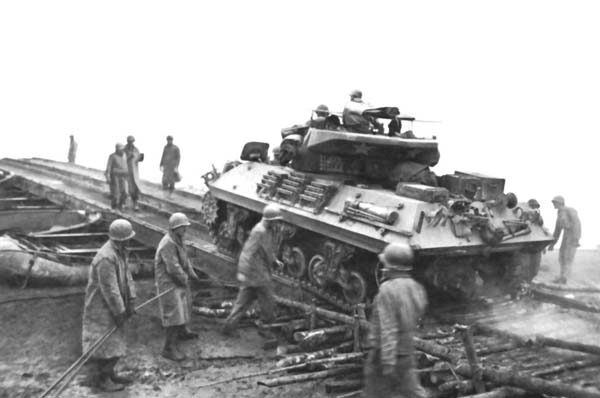
Un cacciacarri M10 Wolverine statunitense viene traghettato attraverso il fiume Saar nel dicembre 1944, durante le operazioni della Third Army in Lorena

Dei tre gruppi d'armate in cui erano organizzate nel febbraio 1945 le forze agli ordini di Eisenhower, il più meridionale era in effetti già in parte posizionato lungo le sponde dell'alto corso del Reno. Dopo gli sbarchi dell'operazione Dragoon in Provenza del 15 agosto 1944, il generale statunitense Jacob Devers aveva diretto le sue forze (dal 15 settembre designate come Sixth United States Army Group) in una rapida avanzata verso nord: la Seventh United States Army del generale Alexander Patch aveva risalito la valle del Rodano fino a ricongiungersi alle truppe uscite dalla testa di ponte della Normandia, per poi proseguire la marcia in direzione del confine franco-tedesco nella regione dell'Alsazia con, sul fianco destro, la 1re armée francese del generale Jean de Lattre de Tassigny. Le forze franco-statunitensi di Devers avevano conosciuto una battuta d'arresto in ottobre, quando i tedeschi avevano riorganizzato la loro resistenza appoggiandosi al terreno montuoso della regione dei Vosgi, la più impervia di tutto il fronte occidentale. La battaglia dei Vosgi era quindi proseguita fino in novembre: le forze di Patch superarono i Vosgi innevati e liberarono Strasburgo il 23 novembre, estendendo quindi il loro controllo sulle rive del Reno a nord e sud della città; più a sud, tra il 18 e il 25 novembre le unità francesi di de Lattre de Tassigny liberarono Belfort, Altkirch e Mulhouse raggiungendo poi l'alto corso del Reno poco a nord di Basilea. Il terreno in mezzo a queste due punte avanzate, incentrato sulla cittadina di Colmar, rimase tuttavia in mano ai tedeschi asserragliati sui rilievi meridionali dei Vosgi.
Devers voleva sfruttare il momento favorevole e spingere per un assalto attraverso il Reno nella zona di Strasburgo, sfruttando il varco apertosi tra le armate tedesche che lo fronteggiavano; fedele alla sua strategia del "fronte ampio", Eisenhower respinse però il piano e ordinò piuttosto a Devers di spostare le forze di Patch più a nord per appoggiare gli attacchi in Renania degli altri gruppi d'armate alleati, mentre i francesi di de Lattre de Tassigny dovevano occuparsi dell'eliminazione della "sacca di Colmar" rimasta in Alsazia. Entro la metà del dicembre 1945 la Seventh Army statunitense si era quindi spostata in Lorena attestandosi lungo un fronte da Bitche a Wissembourg; ostacolata dal clima pessimo e dalla carenza di rifornimenti, la 1re armée non era invece riuscita a eliminare la sacca di Colmar e alla fine di novembre si era fermata per consolidare le ultime conquiste ottenute.

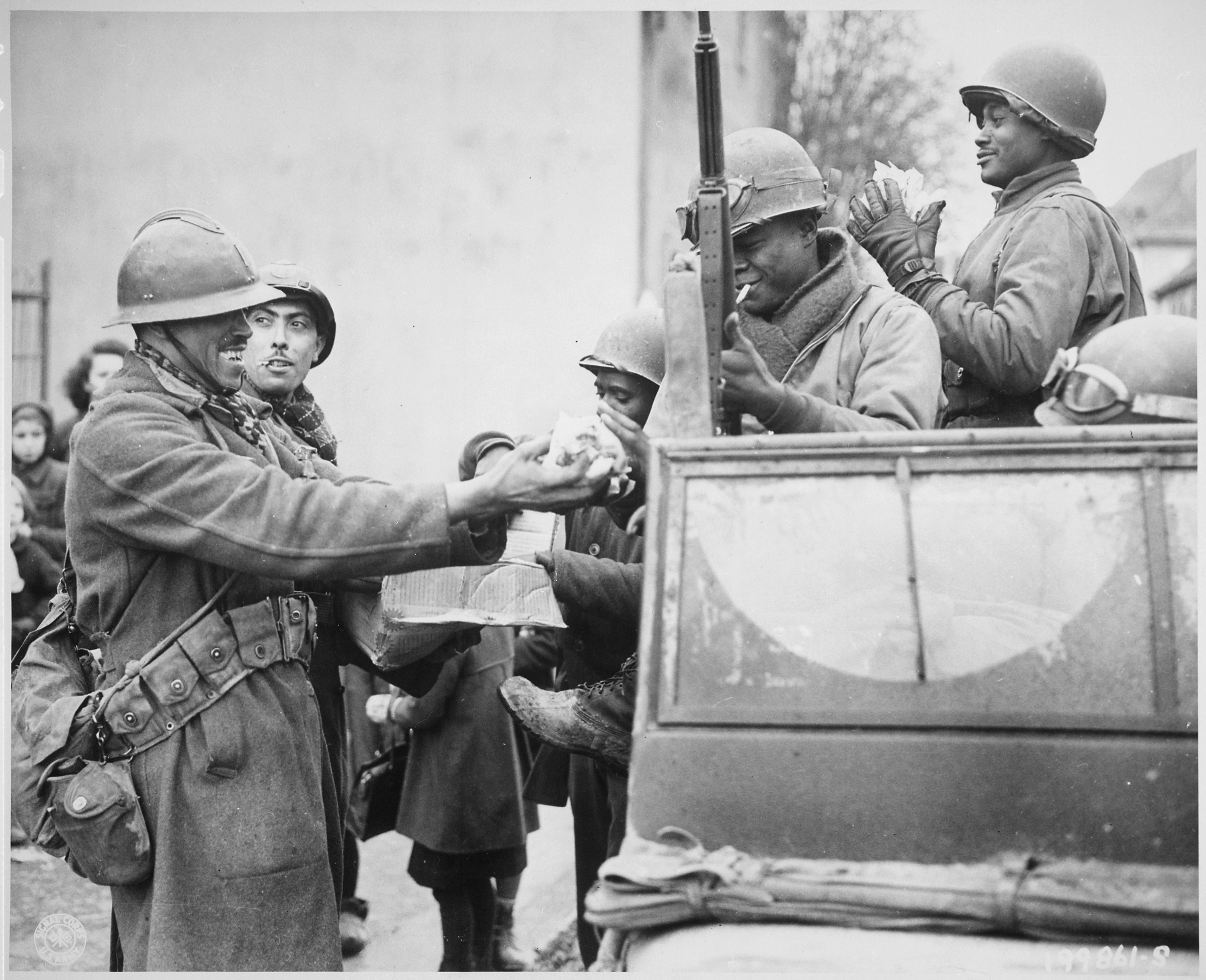
Truppe francesi e statunitensi a Rouffach nel febbraio 1945 al termine degli scontri per l'eliminazione della sacca di Colmar

La situazione sul fronte del Sixth Army Group rimase stazionaria fino alla fine del 1944. Il 31 dicembre 1944 la Wehrmacht tedesca sferrò una massiccia offensiva nel nord dell'Alsazia con l'obiettivo di riconquistare Strasburgo, ma l'azione (operazione Nordwind) si arenò per il 25 gennaio 1945 con solo modeste conquiste territoriali per i tedeschi. Eisenhower spostò in Alsazia alcune divisioni statunitensi tenute in riserva, e con questo supporto il 20 gennaio la 1re armée riprese i suoi attacchi per eliminare la sacca di Colmar: ostacolata dal clima pessimo, dal terreno impervio e dalla dura resistenza dei tedeschi, l'operazione fu portata a termine il 9 febbraio seguente al prezzo di 18000 perdite per gli alleati e circa il doppio per i tedeschi, ricacciati sulla sponda orientale del Reno. Nel frattempo, la Seventh Army di Patch condusse alcuni attacchi con obiettivi limitati per raddrizzare la sua linea del fronte, avanzando nella valle dei fiumi Moder e Saar stabilendo, entro la fine del mese di febbraio, una testa di ponte poco a sud di Saarbrücken.
La serie di offensive in successione progettata da Eisenhower per prendere la Renania stava nel frattempo prendendo piede. Il primo a muovere fu il 21st Army Group del feldmaresciallo Bernard Law Montgomery, che l'8 febbraio attaccò il nord della regione con la First Canadian Army (operazione Veritable), facendo seguire l'azione con una seconda offensiva il 23 febbraio più a sud lungo il fiume Roer con la Ninth United States Army (operazione Grenade). Le scarse riserve tedesche furono richiamate a nord per fronteggiare questo attacco, semplificando il lavoro del Twelfth United States Army Group del generale Omar Bradley che il 1º marzo attaccò al centro nel settore delle Ardenne (operazione Lumberjack): la First United States Army del generale Courtney Hodges si aprì la strada attraverso una resistenza tedesca in totale disgregazione, raggiungendo le sponde del Reno già il 3 marzo, prendendo Colonia il 6 marzo e arrivando anche, il 7 marzo, a catturare intatto un ponte sul Reno nei pressi di Remagen; nel frattempo, la Third United States Army del generale George Smith Patton irruppe attraverso le difese tedesche nella regione montuosa dell'Eifel e dilagò nelle retrovie, attestandosi entro il 10 marzo lungo le rive del Reno tra Brohl e Coblenza con il fianco destro ancorato alla valle del fiume Mosella. All'appello rimaneva ormai il solo Sixth Army Group di Devers, che aveva già iniziato a stilare i piani per la sua offensiva nella Saarland.

## Il terreno

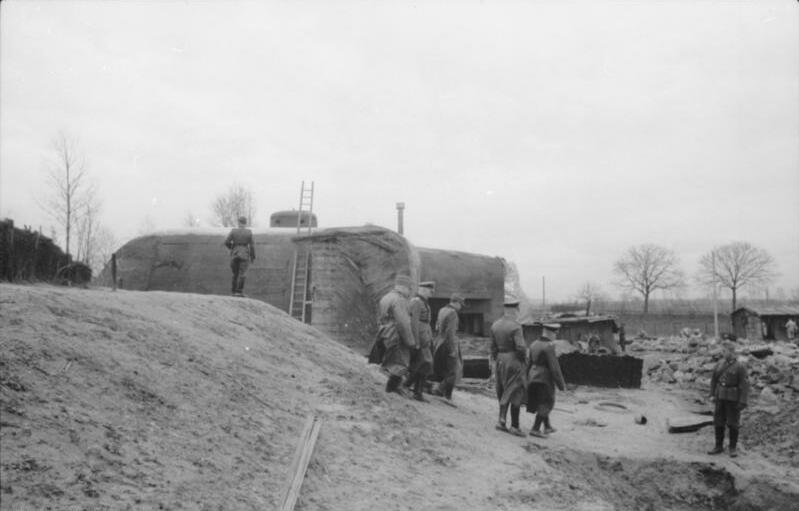
Ufficiali tedeschi ispezionano un bunker della Linea Sigfrido nel settore dell'alto Reno

L'area che le forze di Devers si apprestavano ad attaccare era, dopo il bacino della Rhur, la zona industriale più importante della Germania. Anche nel marzo 1945 la Saarland e il Palatinato contribuivano per circa il 10% alla produzione totale di acciaio della Germania e, nonostante bombardamenti aerei degli Alleati fattisi ormai quasi quotidiani, inviavano una dozzina di treni al giorno carichi di carbone agli impianti industriali nel resto del paese; ad Homburg si trovava uno dei relativamente pochi centri di produzione di carburante sintetico ancora in funzione in Germania, mentre a Ludwigshafen un impianto della IG Farben forniva tra il 40 e il 50% dell'intera produzione nazionale tedesca di prodotti chimici. Geograficamente, il Palatinato offriva molti favorevoli punti di attraversamento del Reno che gli Alleati potevano sfruttare, in particolare nella zona compresa tra Magonza e Mannheim. Ma per arrivare a essi, le forze degli Alleati dovevano affrontare un terreno non facile: a nord la valle del fiume Mosella, separante Renania e Palatinato, era scoscesa e profonda, e contornata a meridione dal massiccio montuoso dello Hunsrück; a ovest e sud i fiumi Saar e Lauter offrivano un simile ostacolo, aumentato nel secondo caso anche dalla presenza della zona montuosa dello Haardt, densamente boscosa. La zona a occidente dello Haardt presentava tuttavia un corridoio stretto ma relativamente pianeggiante, utile per operazioni militari meccanizzate, esteso tra i centri di Saarbrücken e Kaiserslautern e quindi noto come "varco di Kaiserslautern"; una seconda e più ampia zona aperta, comunemente nota come "varco di Wissembourg", si trovava invece più a oriente, compresa tra le colline della Foresta del Palatinato (Pfälzerwald) a ovest e la riva del Reno a est, ed era da secoli una via di accesso tradizionale per le operazioni militari nella regione.
Per la sua contiguità con la Francia, tradizionale avversario della Germania, la regione della Saarland-Palatinato era un campo di battaglia ovvio per i tedeschi ed era stata di conseguenza pesantemente fortificata; in effetti, le difese di frontiera tedesche erano più forti qui che in ogni altra zona del confine occidentale della Germania. Le fortificazioni di frontiera tedesche erano note collettivamente come "Linea Sigfrido", per quanto questa definizione potesse essere fuorviante: contraltare tedesco della parallela "Linea Maginot" francese, a differenza di quest'ultima presentava postazioni fortificate meno estese e più leggere; inoltre, dopo l'occupazione tedesca della Francia nel 1940 molte fortificazioni erano state smantellate o private degli armamenti, inviati a guarnire il "Vallo occidentale" sulle coste francesi. Anche al pieno della sua forza comunque la linea era intesa, più che come un muro per bloccare gli attacchi degli avversari, come un ostacolo per ritardare le avanzate nemiche e incanalarle verso certi settori, onde dare tempo e modo alle riserve mobili tedesche di accorrere nel punto di attacco e contrattaccare. Le pesanti perdite di uomini e mezzi riportare nella fallimentare offensiva delle Ardenne nel 1944 e il continuo drenaggio di risorse della Wehrmacht dato dai pesanti combattimenti in corso sul fronte orientale, dove i sovietici erano nel pieno delle loro offensive, rendevano ormai inattuabile questa strategia: nel marzo del 1945 i tedeschi non solo non avevano sufficienti unità meccanizzate con cui costituire una credibile riserva mobile per sferrare contrattacchi, ma in effetti non avevano a disposizione sufficienti uomini per guarnire adeguatamente tutti i bunker della Linea Sigfrido.

## Piani e schieramenti

### I tedeschi

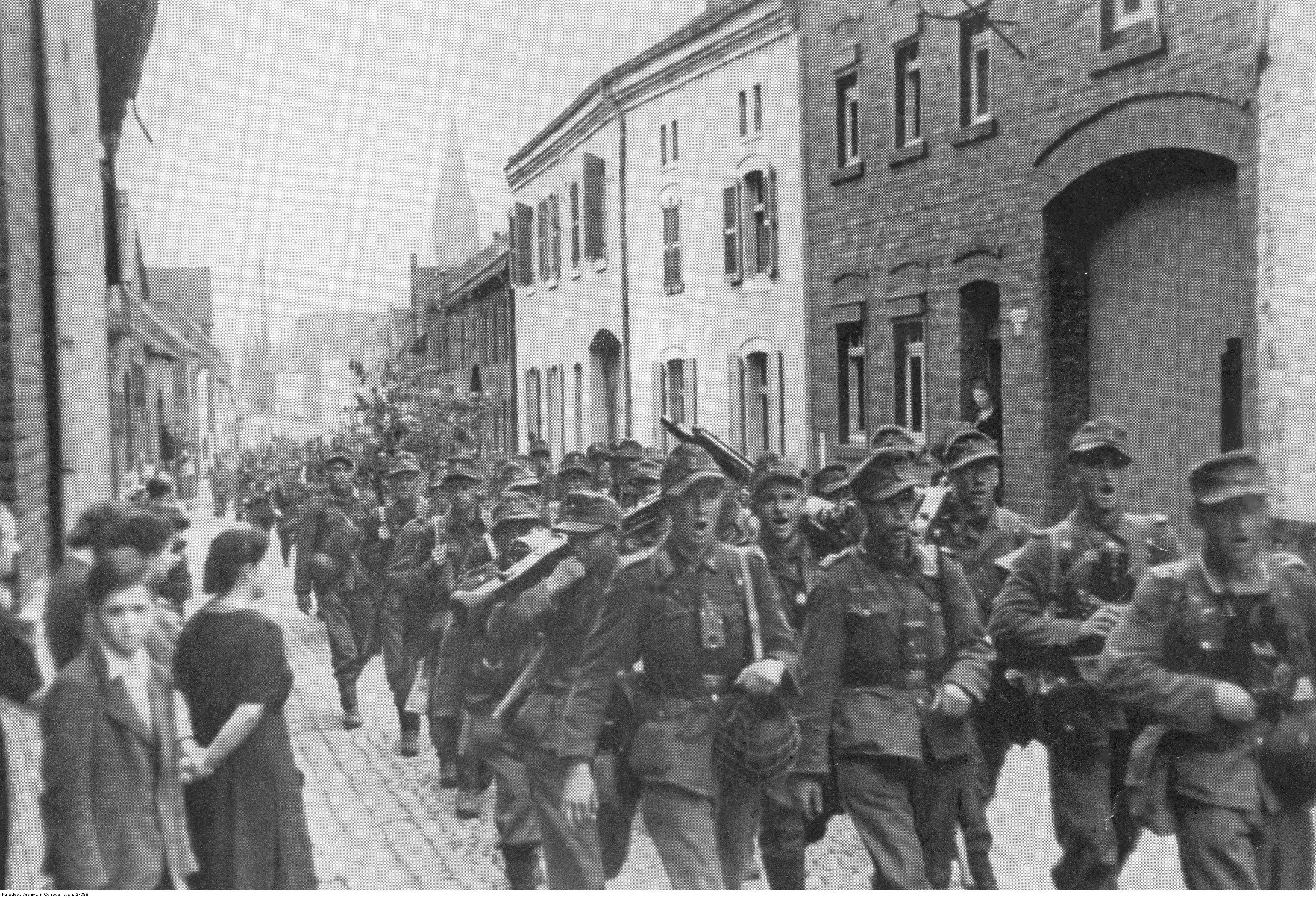
Volksgrenadier tedeschi in marcia verso il fronte occidentale attraverso le strade di una cittadina sconosciuta

Alla fine di gennaio 1945 lo SS-Oberst-Gruppenführer Paul Hausser assunse la guida dell'Heeresgruppe G, il più meridionale dei tre gruppi d'armate schierati dai tedeschi sul fronte occidentale; Hausser aveva inizialmente ai suoi ordini due armate. La 19. Armee del generale Hans von Obstfelder teneva il settore compreso tra la confluenza del Lauter con il Reno a nord al confine con la Svizzera a sud; l'armata aveva sostenuto il grosso degli scontri nei Vosgi ed era stata infine ricacciata sulla sponda orientale Reno al termine della battaglia per la sacca di Colmar, ma si trovava ora a presidiare il settore più facile da difendere visto che ai bunker della Linea Sigfrido si aggiungeva la barriera rappresentata dal fiume e, di conseguenza, i suoi due corpi d'armata erano stati riempiti di unità di scarto e miliziani della Volkssturm scarsamente addestrati, trasferendo le formazioni ancora efficienti ad altri teatri.
La 1. Armee del generale Hermann Foertsch teneva invece il fronte lungo i confini della Saarland e del Palatinato, oltre all'angolo nord-orientale dell'Alsazia rioccupato dai tedeschi nel corso dell'operazione Nordwind. Dopo la fallita offensiva in Alsazia l'armata non era stata coinvolta in altre operazioni di ampio respiro salvo che per la sua estrema ala destra, che alla fine di febbraio 1945 aveva dovuto affrontare un'offensiva secondaria della Third Army statunitense nella zona di Treviri: di conseguenza, l'armata aveva potuto consolidare le sue posizioni sulla Linea Sigfrido beneficiando anche del trasferimento di alcune divisioni dai ranghi della confinante 19. Armee. Nel marzo 1945 le forze di Foertsch contavano quattro corpi d'armata: il LXXXII. Armeekorps del generale Walther Hahm difendeva il settore più critico, da un punto a est di Treviri a uno a sud-est di Saarlautern, dove gli statunitensi tenevano una testa di ponte oltre il corso della Saar; indebolite dagli scontri di febbraio nella zona di Treviri, le quattro divisioni di fanteria assegnate la corpo erano tutte sotto organico. Sul fianco sinistro del LXXXII, il LXXXV. Armeekorps del generale Baptist Knieß teneva il fronte della Saarland appoggiandosi ai bunker della Linea Sigfrido: il corpo aveva in forza tre divisioni di fanteria quasi a pieno organico, ma Hausser aveva ordinato di ritirarne una dal fronte (la 559. Volksgrenadiere-Division) per impiegarla come riserva del gruppo d'armate. Gli altri due corpi della 1. Armee erano posizionati nei territori alsaziani ancora occupati, ma pronti a ripiegare sulle fortificazioni della Sigfrido alle loro spalle: il XII SS-Armeekorps del SS-Gruppenführer Max Simon aveva due divisioni di fanteria e una di panzergrenadier (la 17. SS-Panzergrenadier-Division "Götz von Berlichingen", l'unica unità meccanizzata quasi a pieno organico in forza all'intero Heeresgruppe G), mentre il LXXXX. Armeekorps del generale Erich Petersen aveva due divisioni di fanteria e i resti di una divisione di addestramento reclute.

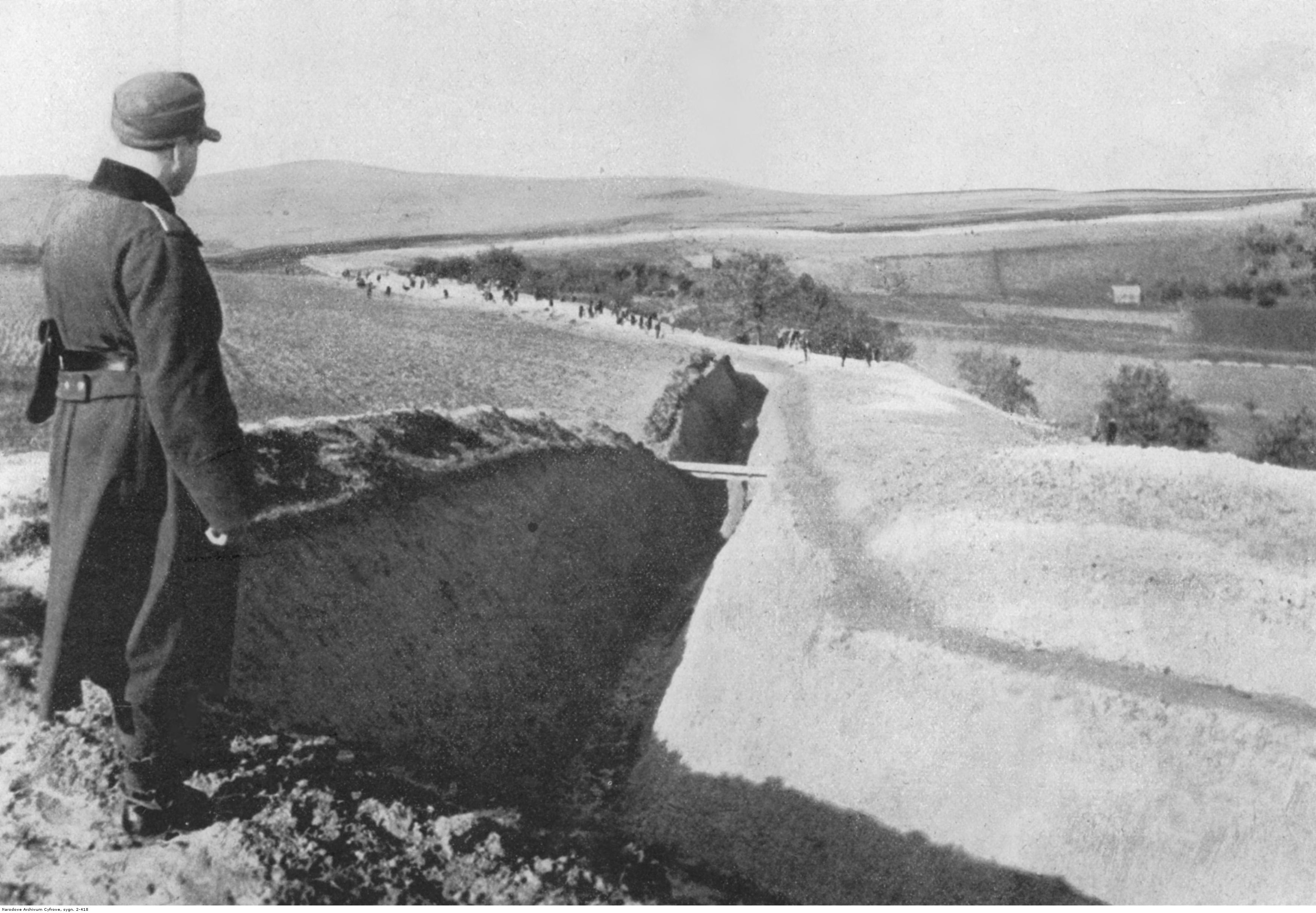
Un soldato tedesco osserva un fossato anticarro nelle campagne della Saarland

Ciò che impensieriva Hausser non era tanto il fronte rivolto a sud verso la Francia quanto il suo fianco destro lungo la Mosella. Dopo lo sfondamento operato dalla Third Army statunitense nell'Eifel, la 7. Armee del generale Hans Felber era ripiegata in disordine verso sud portandosi sulla riva meridionale della Mosella; l'armata era quindi passata dalle dipendenze dell'Heeresgruppe B a quelle dell'Heeresgruppe G di Hausser, e incaricata di tenere il nuovo fronte lungo il fiume dalla sua confluenza con il Reno a Coblenza alla zona di Treviri a ovest. Hausser aveva cercato di rinforzare i ranghi dell'armata trasferendovi unità dalla 1. Armee: il quartier generale del LXXXIX. Armeekorps del generale Gustav Höhne venne appunto trasferito dalla Saarland per assumere il comando del fianco destro dell'armata, ma la sua consistenza ammontava appena a due deboli divisioni di fanteria e un kampfgruppe improvvisato con la guarnigione di Coblenza; Hausser aveva cercato di trasferire alle sue dipendenze anche la 6. SS-Gebirgs-Division "Nord", in origine l'unica riserva rimasta all'Heeresgruppe G, ma al momento dell'attacco statunitense solo alcuni elementi della divisione erano arrivati in linea. Alla sinistra del LXXXIX, il XIII. Armeekorps del generale Ralph Graf von Oriola teneva il settore centrale con tre deboli divisioni di fanteria e con la 2. Panzer-Division, un po' più solida quanto a organico ma con pochi carri armati operativi; l'ala sinistra della 7. Armee era responsabilità del LXXX. Armeekorps del generale Franz Beyer, con in forza tre divisioni di fanteria sotto organico. Per quanto la zona della Mosella presentasse un terreno favorevole alla difesa, l'andamento sinuoso del fiume rendeva necessario un considerevole ammontare di truppe per difenderlo, nonché riserve per sferrare contrattacchi nei punti di sfondamento; la 7. Armee non aveva né le une né le altre.
Il 13 marzo, in una riunione con il nuovo comandante in capo a ovest (OB West) appena nominato, il feldmaresciallo Albert Kesselring, Hausser e i comandanti della 1. e 7. Armee fecero presente la grave minaccia che gravava su di loro: se gli statunitensi avessero sfondato il fragile fronte lungo la Mosella, potevano piegare a sud e prendere alle spalle tutta la posizione dell'Heeresgruppe G nella Saarland-Palatinato. Secondo Hausser, se non venivano inviati immediati rinforzi, la soluzione migliore era attuare una ritirata combattente dell'intero gruppo d'armate sulla riva orientale del Reno, una linea molto più facilmente difendibile; Kesselring dovette rispondere che non solo non erano disponibili rinforzi per l'Heeresgruppe G, ma che per ordine diretto di Hitler nessun lembo di terreno tedesco poteva essere ceduto al nemico.

### Gli Alleati

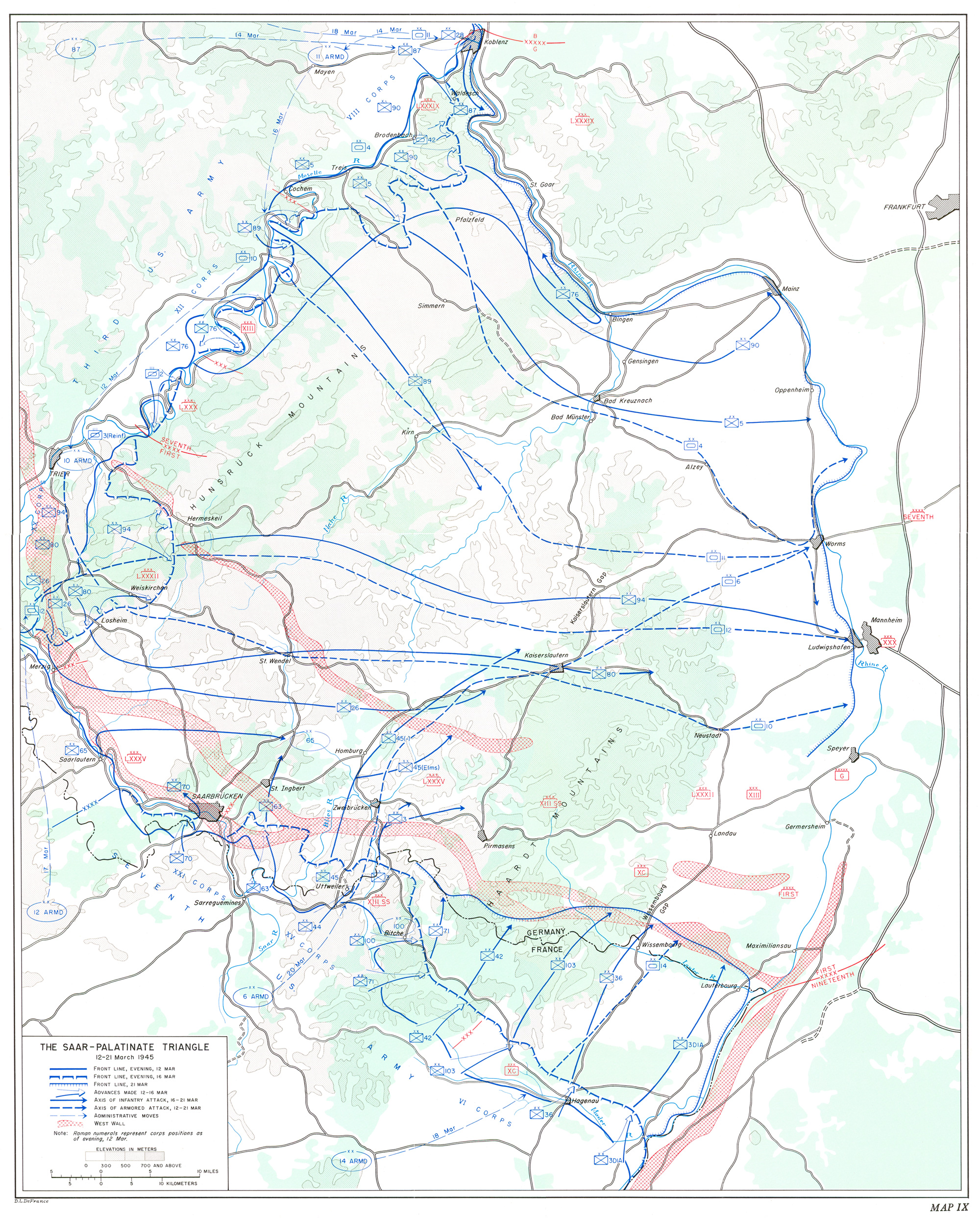
Carta generale dell'operazione, con indicate in rosso le posizioni dei tedeschi e in blu le posizioni e le direttrici di avanzata degli Alleati; l'area ombreggiata in rosso indica la posizione approssimativa delle fortificazioni della Linea Sigfrido

La pianificazione della futura operazione Undertone ebbe inizio il 13 febbraio 1945, quando Eisenhower diede istruzioni ai comandanti del Twelfth e Sixth Army Group di elaborare un piano congiunto per un attacco alla Saarland e al Palatinato; l'azione, progettata per il 15 marzo, doveva costituire la naturale prosecuzione dell'operazione Lumberjack e dell'avanzata del Twelfth Army Group sulla sponda occidentale del Reno, e aveva come obiettivo strategico (oltre all'occupazione delle industrie della Saarland) la creazione di zone alternative di attraversamento del Reno da sfruttare qualora gli attraversamenti lanciati più a nord fossero falliti. Nelle intenzioni iniziali dell'alto comando alleato lo sforzo principale doveva essere portato dalla Seventh Army di Patch, mentre la Third Army di Patton doveva limitarsi a lanciare attacchi diversivi lungo la Mosella per distrarre i tedeschi e proteggere il fianco sinistro del Sixth Army Group; in aggiunta, in vista dell'attacco tre divisioni di fanteria e una corazzata dovevano essere trasferite dall'organico della Third Army a quello della Seventh Army.
Nella prima settimana di marzo Devers approvò il piano iniziale per l'operazione Undertone. Patch avrebbe impiegato tutti e tre i suoi corpi d'armata in un assalto frontale alle postazioni tedesche lungo il fronte compreso tra Saarbrücken a ovest e Haguenau ad est: questi erano, da sinistra verso destra, il XXI Corps del generale Frank W. Milburn, il XV Corps del generale Wade H. Haislip e il VI Corps del generale Edward H. Brooks; lo sforzo principale sarebbe stato esercitato al centro, attraverso il terreno aperto del varco di Kaiserslautern. La 1re armée francese avrebbe fornito un contributo simbolico all'operazione, distaccando sotto il controllo operativo della Seventh Army una singola divisione di fanteria per coprire l'estremità orientale della linea, da Haguenau alla sponda del Reno. Eisenhower approvò il piano di Devers l'8 marzo, ma quello stesso giorno Patton sottopose al suo superiore Bradley il piano per l'attacco della Third Army attraverso la Mosella. Piuttosto che attuare solo manovre diversive Patton propose un attacco in grande stile che coinvolgesse la sua intera armata, lungo due direttrici principali: a sinistra, il XII Corps del generale Manton S. Eddy avrebbe attraversato il basso corso della Mosella a valle della cittadina di Cochem, per poi avanzare verso la sponda del Reno e tagliare le vie di approvvigionamento dei tedeschi; a destra, sfruttando la testa di ponte oltre la Mosella ottenuta con la presa di Treviri a inizio marzo, il XX Corps del generale Walton Walker avrebbe preso alle spalle le fortificazioni della Sigfrido per alleviare così lo sforzo dell'armata di Patch. Nel frattempo il terzo dei corpi d'armata di Patton, il VIII Corps del generale Troy H. Middleton, avrebbe tenuto il fronte lungo il Reno, mantenuto la pressione su Coblenza e completato il rastrellamento della regione dell'Eifel.

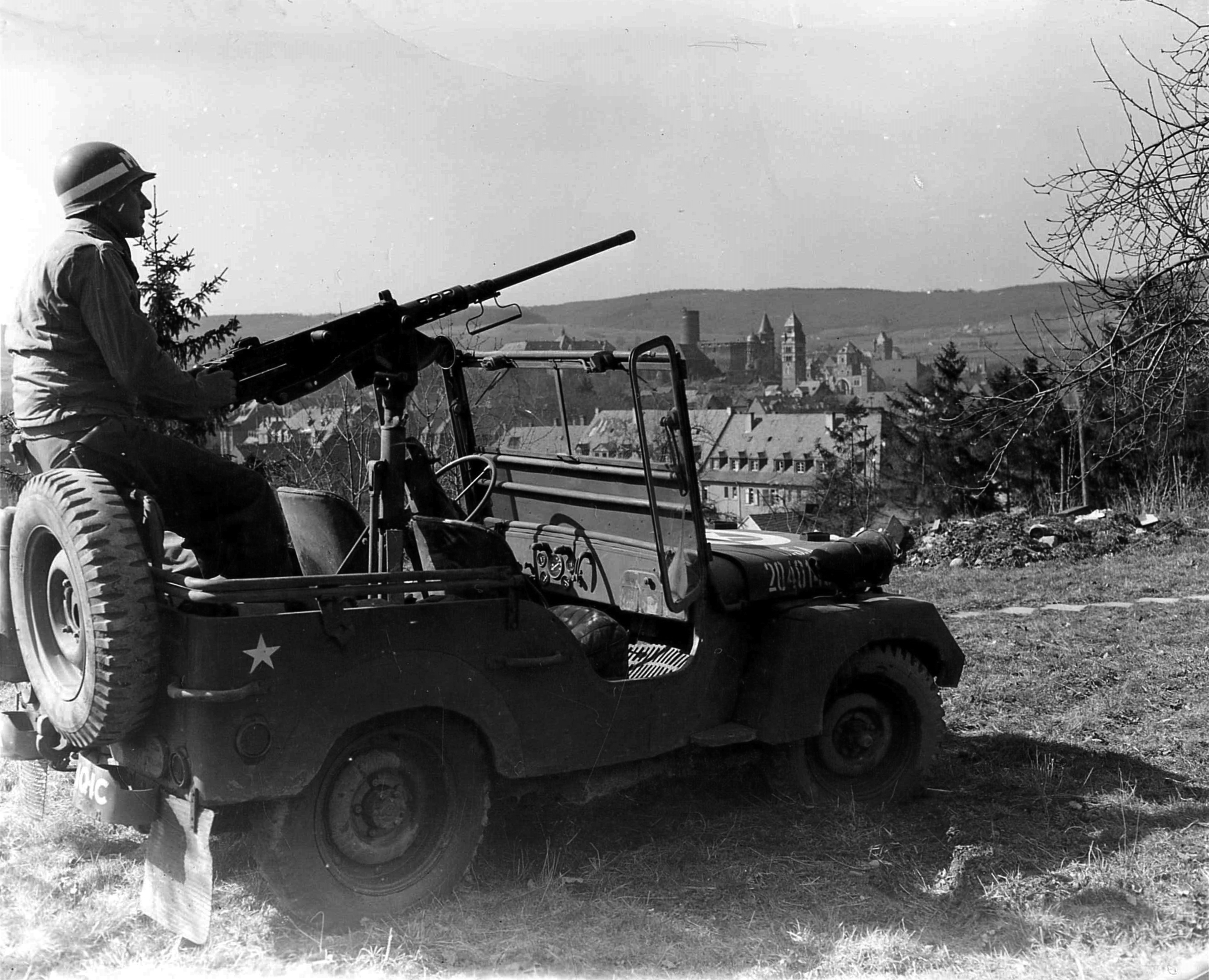
Una jeep statunitense di guardia al quartier generale del XII Corps del generale Eddy a Mayen in Renania

Oltre alle considerazioni tattiche, il piano di Patton puntava anche a tenere impegnata la sua armata e impedire che parte delle sue divisioni venissero sottratte al suo controllo e trasferite ad altre armate; alla fine, la ripartizione delle risorse vide assegnare alla Seventh Army undici divisioni di fanteria e tre divisioni corazzate, mentre la Third Army mantenne il controllo di otto divisioni di fanteria e quattro corazzate. Devers fu inizialmente riluttante a dare il suo beneplacito all'attacco generale della Third Army a sud della Mosella, visto che le direttrici di avanzata di Patton e Patch tendevano a convergere verso lo stesso punto con conseguenti problemi di logistica e gestione del traffico, ma alla fine riconobbe la bontà del piano: il confine operativo tra i settori della Third e Seventh Army fu ridisegnato in modo da attribuire alla prima il controllo di una buona strada che da Saarlautern conduceva a Bingen sul Reno, e in generale Bradley e Devers autorizzarono i loro subordinati a concordare direttamente tra di loro obiettivi e direttrici di avanzata piuttosto che fare riferimento ai loro comandi di gruppo d'armata.
La necessità di forzare le fortificazioni della Linea Sigfrido spinse Patch a progettare un vasto programma di bombardamenti e attacchi aerei preliminari sulle posizioni nemiche; questo, unito alla necessità di ammassare i rifornimenti e rischierare le divisioni appena arrivate rendeva impossibile per Patch anticipare l'attacco rispetto alla data preventivata del 15 marzo. Patton, all'opposto, puntava molto sullo sfruttare il momento di disorganizzazione dei tedeschi dato dal ripiegamento della 7. Armee a sud della Mosella, e diede disposizione di iniziare l'attacco per il 12 marzo.

## L'operazione

### L'attraversamento della Mosella

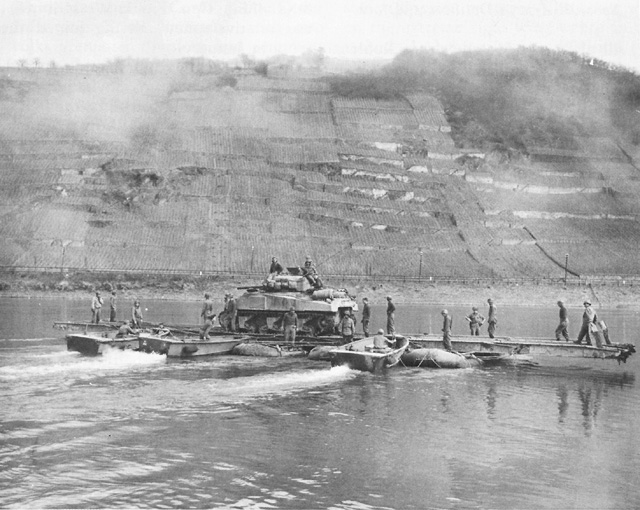
Genieri della 87th Infantry Division traghettano un carro armato attraverso la Mosella

Il XX Corps del generale Walker iniziò le operazioni sulla destra dell Third Army nel pomeriggio del 12 marzo, quando un gruppo di cavalleria corazzata mise in atto una manovra diversiva nei pressi della confluenza della Mosella con il fiume Ruwer. L'attacco vero e proprio iniziò alle 02:45 del 13 marzo quando, precedute da un imponente bombardamento della durata di quindici minuti da parte di 31 battaglioni di artiglieria campale, tre divisioni di fanteria mossero all'assalto a partire dalla testa di ponte oltre la Saar già stabilita a sud di Treviri. La 94th Infantry Division mosse sulla sinistra in direzione del crocevia di Hermeskeil, mentre la 80th Infantry Division muoveva al centro in direzione degli abitati di Weiskirchen e Losheim am See, al fine di aprire la via del massiccio dello Hunsrück ai carri armati che seguivano; sulla destra, la 26th Infantry Division puntava invece a prendere alle spalle le fortificazioni della Sigfrido lungo la Saar. I reparti tedeschi del LXXXII. Armeekorps che le fronteggiavano erano troppo deboli per esercitare una resistenza organizzata lungo l'intera estensione del fronte, consentendo alle unità statunitensi di infiltrarsi tra una piazzaforte e l'altra e avanzare in profondità nonostante gli ostacoli dati dal terreno impervio e dalla presenza di campi minati sul loro percorso. Entro il 13 marzo le unità statunitensi erano avanzate di circa tre chilometri, ma il 14 marzo il ritmo dell'avanzata diminuì: le truppe tedesche continuavano a opporre una resistenza determinata ogni volta che gli statunitensi incappavano in una loro posizione, e nel settore dell'80th Division sferrarono anche un contrattacco che bloccò temporaneamente l'avanzata della divisione. Fu necessario attendere il 15 marzo perché la 94th Division giungesse in vista di Hermeskeil, mentre la 80th Division veniva coinvolta in pesanti scontri non appena ebbe messo piede dentro Weiskirchen; la 26th Division ebbe qualche difficoltà a snidare i tedeschi fuori dai bunker della Sigfrido, anche se la sua era più che altro un'azione sussidiaria allo sforzo principale delle altre due divisioni.

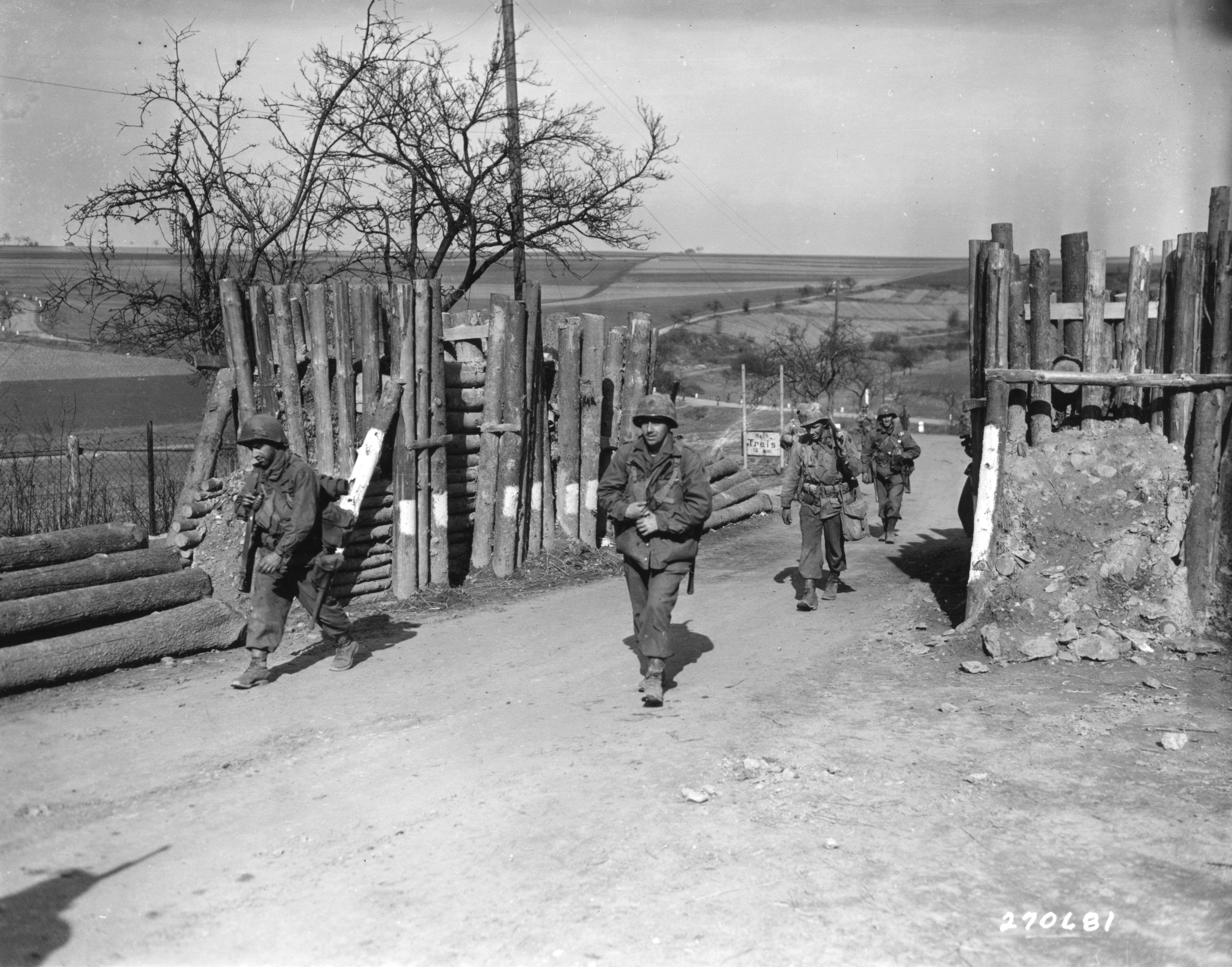
Truppe della 5th Infantry Division entrano nel villaggio di Corweiler il 16 marzo 1945

Il XII Corps del generale Eddy lanciò il suo attraversamento d'assalto del basso corso della Mosella alle 02:00 del 14 marzo, dopo un bombardamento d'artiglieria preliminare di circa mezz'ora, con la 90th Infantry Division sulla sinistra e la 5th Infantry Division sulla destra. L'attraversamento in sé fu contrastato solo da un fuoco abbastanza inaccurato da parte di alcuni nidi di mitragliatrici, ma la resistenza tedesca si irrigidì non appena i reparti statunitensi si mossero verso i loro primi obiettivi: l'abitato di Treis, dove la 5th Division dovette affrontare un duro combattimento con i reparti della 159. Infanterie-Division tedesca proseguito fino a notte prima di assicurarsi il controllo del locale ponte sulla Mosella; e l'abitato di Brodenbach, dove la 90th Division affrontò fino a mezzogiorno altri reparti della 159. Division tedesca prima di assicurarsi il controllo del villaggio. Il terreno aperto tra i due villaggi e alle loro spalle fu invece conquistato con poche perdite dagli statunitensi, che entro sera erano avanzati di circa tre chilometri dalla sponda del fiume; ostacolati più dalla nebbia e dalla forte corrente del fiume che dallo sporadico fuoco a lunga gittata dell'artiglieria nemica, i genieri statunitensi iniziarono a gettare vari ponti sulla Mosella per consentire il transito dei reparti meccanizzati.
Il pericolo rappresentato dall'attraversamento della Mosella da parte degli statunitensi era evidente al comando del LXXXIX. Armeekorps, che la mattina del 15 marzo impiegò i primi reparti della 6. SS-Gebirgs-Division in arrivo alla spicciolata dalle retrovie in un contrattacco contro il fianco sinistro della 90th Division, più che altro nel tentativo di tenere aperta una via di ritirata attraverso il Reno per i reparti tedeschi. La serie di contrattacchi sferrati dai reparti della 6. SS-Gebrigs-Division portò a pesanti scontri con gli statunitensi nel triangolo di terra compreso tra la sponda sud della Mosella e quella ovest del Reno, bloccando uno dei reggimenti della 90th Division ma non riuscendo a impedire agli altri due reggimenti della divisione di ampliare ulteriormente la testa di ponte, mentre nel pomeriggio i primi carri armati della 4th Armored Division arrivavano a dare loro manforte. Sul fianco sinistro del LXXXIX. Armeekorps, invece, la resistenza della 159. Infanterie-Division cedette di schianto, favorendo il dilagare di uno scaglione della 4th Armored Division statunitense appoggiato da vicino dai cacciabombardieri del XIX Tactical Air Command. In cinque ore i carri statunitensi avanzarono di 25 chilometri fino all'altezza del villaggio di Simmern, coprendo più di metà della distanza tra la Mosella e il fiume Nahe, l'ultimo ostacolo prima della pianura aperta lungo la sponda ovest del Reno; presagendo un imminente crollo dei tedeschi, Eddy si affrettò a immettere nei combattimenti i reparti dell'89th Infantry Division (alla sua prima esperienza di combattimento), mentre il VIII Corps di Middleton distaccava in rinforzo al XII Corps la 11th Armored Division. Il comandante della 7. Armee Felber chiese con insistenza rinforzi per tamponare lo sfondamento, ma l'unica cosa che Hausser poté inviare furono i primi reparti della 559. Volksgrenadiere-Division, appena ritirata dal fronte della Saarland; Felber ordinò di stabilire una linea di resistenza lungo il Nahe e chiese il permesso di ritirare il XIII. e il LXXX. Armeekorps dalle rive della Mosella, visto che ormai di due corpi d'armata correvano il rischio di essere accerchiati dalla manovra congiunta delle forze di Eddy e Walker.

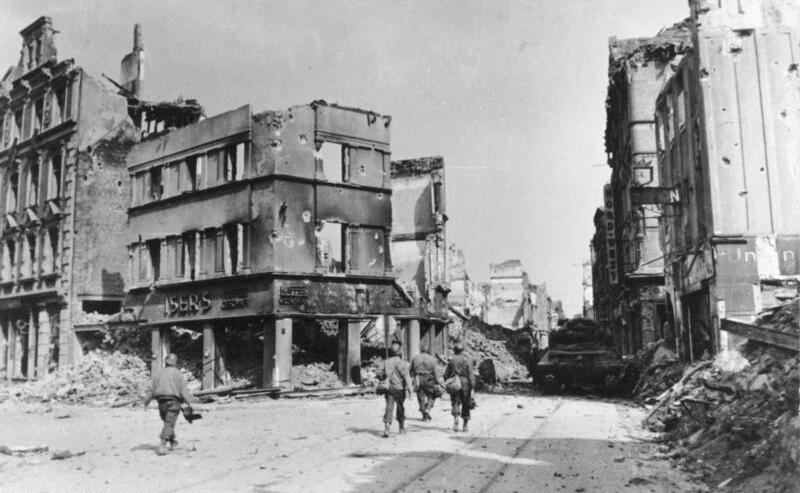
Truppe statunitensi in movimento tra le rovine di Coblenza nel marzo 1945

Il 16 marzo Walker fece affluire in prima linea i carri della 10th Armored Division, ma il LXXXII. Armeekorps tedesco aveva allestito una seconda linea di resistenza che trattenne ancora per ventiquattr'ore l'avanzata degli statunitensi; nel frattempo, Patton ottenne da Eisenhower il permesso di impiegare in supporto delle forze di Walker anche la 12th Armored Division, inizialmente promessa alla Seventh Army di Patch. Nell'area del XII Corps, invece, la 4th Armored Division riprese senza problemi la sua avanzata, spaccando in due il fronte del LXXXIX. Armeekorps: a mezzogiorno i carri statunitensi erano arrivati sulla sponda del Nahe all'altezza della cittadina di Bad Münster, stabilendo rapidamente una testa di ponte oltre il fiume dopo aver catturato intatto un ponte ferroviario; un secondo scaglione della divisione, trattenuto dalla resistenza della 6. SS-Gebirgs-Division, raggiunse invece il Nahe a sera nelle vicinanze di Gensingen. Con i cacciabombardieri statunitensi che mitragliavano qualunque cosa si muovesse sulle strade controllate dai tedeschi, Felber e il suo stato maggiore dovettero passare attraverso i boschi per sfuggire alle avanguardie statunitensi giunte in vista del quartier generale della 7. Armee. La resistenza tedesca lungo la Mosella era ormai in disfacimento: quello stesso 16 marzo la 89th Infantry Division attraversò il fiume a monte di Cochem e, davanti a una modesta resistenza del XIII. Armeekorps tedesco, stabilì rapidamente una testa di ponte per accogliere l'arrivo dei carri dell'11th Armored Division. Contemporaneamente, il VII Corps di Middleton decise di sfruttare il momento per inviare la sua 87th Infantry Division a catturare Coblenza con una manovra a tenaglia: mentre uno dei reggimenti della divisione attraversava la Mosella davanti alla città, un altro avrebbe varcato il fiume otto chilometri più a monte e si sarebbe diretto a sud-est verso il Reno per tagliare fuori la guarnigione tedesca da aiuti dal sud. Iniziato all'alba del 16 marzo, l'attacco attraverso la Mosella incontrò poca resistenza, anche perché Felber ordinò a quanto restava del LXXXIX. Armeekorps di ritirarsi oltre il Reno passando per Coblenza stessa. Appena 1700 tedeschi del LXXXIX. Armeekorps riuscirono a ripiegare sulla riva orientale del Reno, mentre i 1800 uomini del Kampfgruppe "Koblenz" tenevano la città ancora per qualche giorno in una lotta casa per casa senza speranza; Coblenza cadde infine in mano agli statunitensi il 19 marzo, con appena una cinquantina di tedeschi che riuscirono a ritirarsi sull'altra sponda del Reno.

### L'attacco della Seventh Army

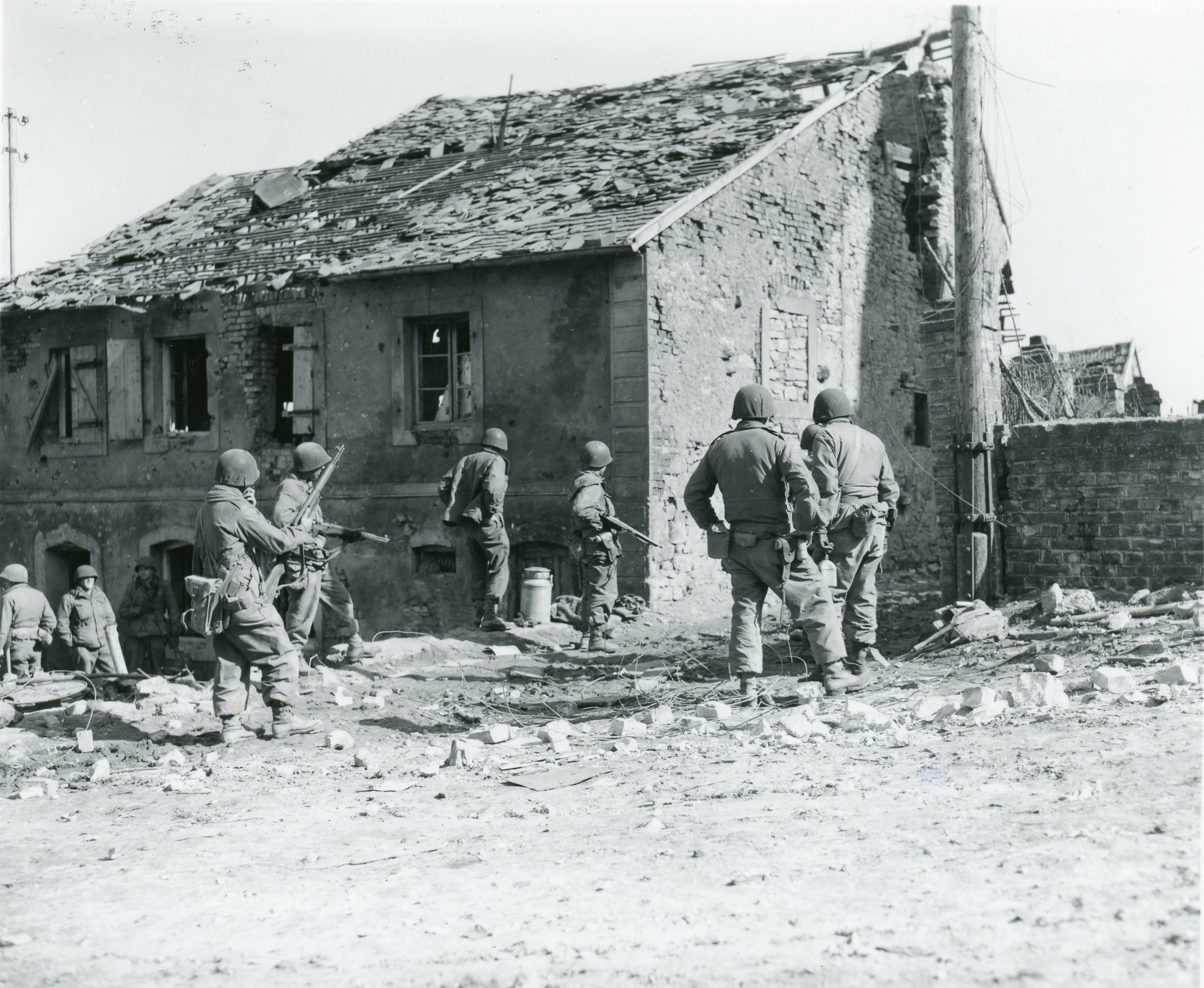
Fanti della 3rd Infantry Division ispezionano una casa di Guiderkirch alla ricerca di cecchini tedeschi il 15 marzo 1945

Mentre Patton pressava la 7. Armee sulla Mosella, il 15 marzo Patch attaccò la 1. Armee su tutto il suo fronte, lungo più di 110 chilometri da Saarlautern al Reno; i cacciabombardieri del XII Tactical Air Command e i bombardieri a lungo raggio dell'Eighth Air Force stavano da giorni operando impunemente contro le fortificazioni e le retrovie dei tedeschi, limitati in pratica solo dall'autonomia e dal carico di bombe trasportate. Salvo che in pochi punti, l'attacco dei tre corpi d'armata di Patch incontrò una resistenza debole visto che, per recuperare soldati con cui rinforzare la 7. Armee, le divisioni della 1. Armee avevano esteso sino all'estremo il loro fronte, diluendo quantomai le loro posizioni: si verificarono vari scontri accesi e costosi in termini di perdite, ma di durata molto breve; l'area sotto attacco abbondava di campi minati, ma l'artiglieria tedesca manteneva un fuoco più che sporadico sui reparti statunitensi attaccanti.
Sulla sinistra, il primo obiettivo del XXI Corps del generale Milburn era Saarbrücken, ma la città era bene a dentro alle fortificazioni della Linea Sigfrido e la 63rd Infantry Division, che tentava di aggirarla da est per tagliare fuori i tedeschi, rimase invischiata in scontri piuttosto difficili che ne rallentarono l'avanzata. Al centro, il XV Corps di Haislip schierava ben sei divisioni per il suo attacco lanciato in direzione del varco di Kaiserslautern: qui l'ostacolo principale era la città francese di Bitche, circondata da vecchie fortificazioni della Linea Maginot, ma la 100th Infantry Division riuscì ad assicurarsi il controllo delle alture dominati il centro abitato già nel corso di quel 15 marzo; Bitche fu poi liberata dagli statunitensi il giorno dopo. Il XV Corps sperimentò il contrattacco più deciso lanciato dai tedeschi il primo giorno: un battaglione della 3rd Infantry Division spintosi troppo in avanti dovette asserragliarsi nel villaggio di Uttwiller dopo essere stato circondato da untà della 17. SS-Panzergrenadier-Division, i cui attacchi non riuscirono tuttavia a snidare gli statunitensi dal centro abitato; altre unità della divisione giunsero presto in soccorso e liberarono il battaglione assediato.

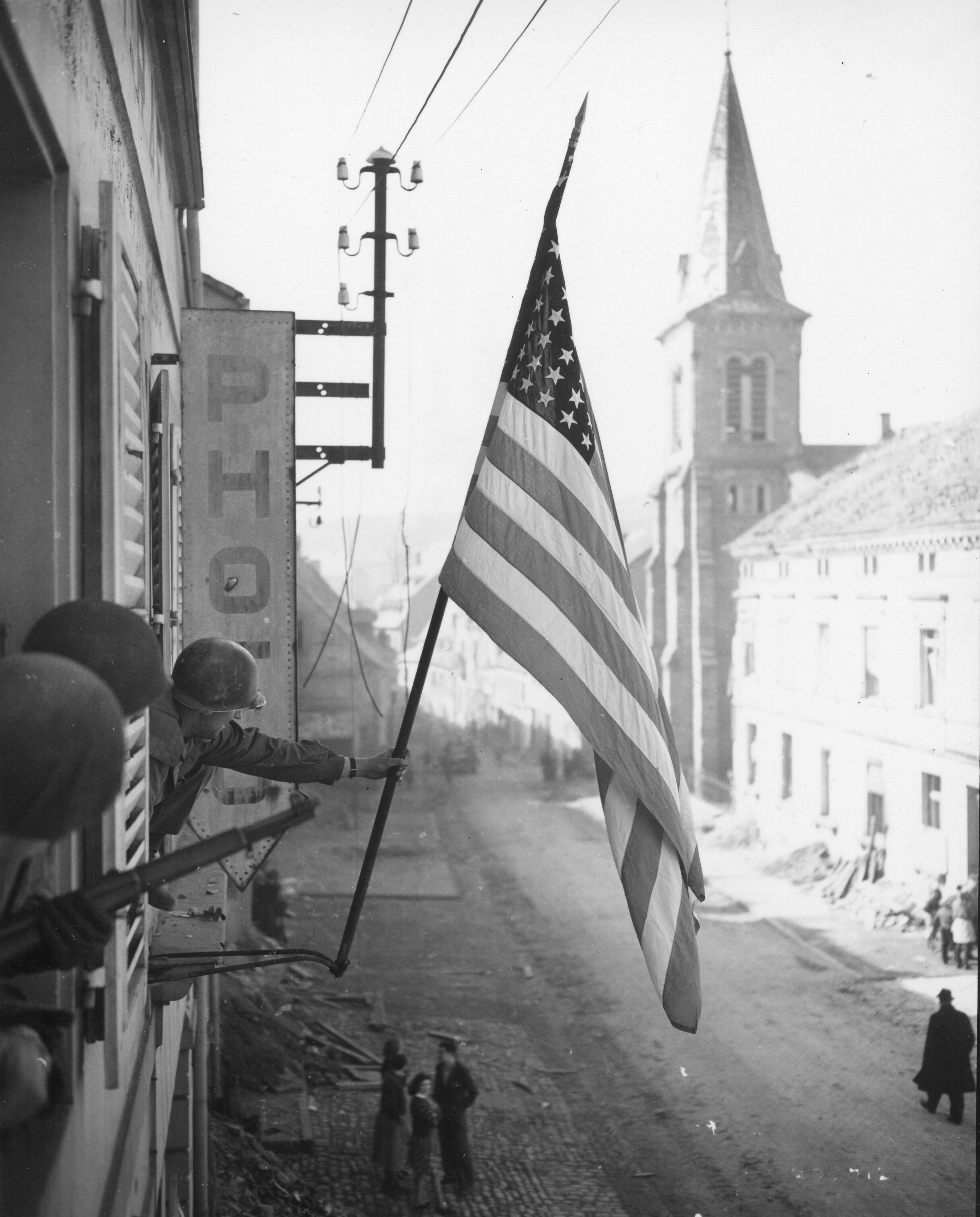
Soldati della 100th Division alzano la bandiera a stelle e strisce su una casa di Bitche, liberata il 16 marzo 1945

Nel frattempo, sulla destra il VI Corps di Brooks attaccò in direzione del varco di Wissembourg con una forza di quattro divisioni: l'ostacolo rappresentato dal fiume Moder fu superato senza problemi, mentre la resistenza tedesca si sviluppava più tramite singoli punti di forza che lungo una linea continua. I combattimenti, benché frazionati, furono feroci: la 103rd Infantry Division prese il villaggio di Uttenhoffen in giornata, ma lo abbandonò quella sera ripiegando su posizioni più favorevoli dopo un contrattacco tedesco; nel settore della 36th Infantry Division il sergente Silvestre S. Herrera si guadagnò una Medal of Honor, massima onorificenza statunitense, per aver guidato i suoi uomini all'espugnazione di due postazioni tedesche nonostante avesse perso entrambe le gambe per lo scoppio di mine. L'avanzata minore fu registrata all'estrema destra del VI Corps, dove la 3e division d'infanterie algérienne doveva avanzare attraverso il terreno completamente aperto parallelo alla sponda del Reno: gli ampi campi di tiro consentirono ai tedeschi di fare buon uso delle loro mitragliatrici, asserragliate in alcune vecchie postazioni di frontiera francesi; due contrattacchi tedeschi furono facilmente respinti con il fuoco dell'artiglieria alleata, ma a sera i reparti algerini erano avanzati per non più di un chilometro e mezzo dalla linea di partenza.
L'avanzata della Seventh Army proseguì ancora il 16 marzo, per quanto con maggior vigore al centro nell'area del XV Corps che sulle ali: nonostante gli ostacoli posti dai campi minati, dalle demolizioni attuate dai tedeschi e da singoli punti di resistenza, entro sera tre divisioni del corpo avevano completato l'avanzata attraverso i territori alsaziani e si erano portate oltre la frontiera con la Germania. Benché, in ossequio agli ordini di Hitler, nessun alto comando avesse ordinato la ritirata, i comandanti tedeschi sul campo fecero la cosa più ovvia e ripiegarono di loro iniziativa dietro le fortificazioni della Linea Sigfrido.

### Lo sfondamento

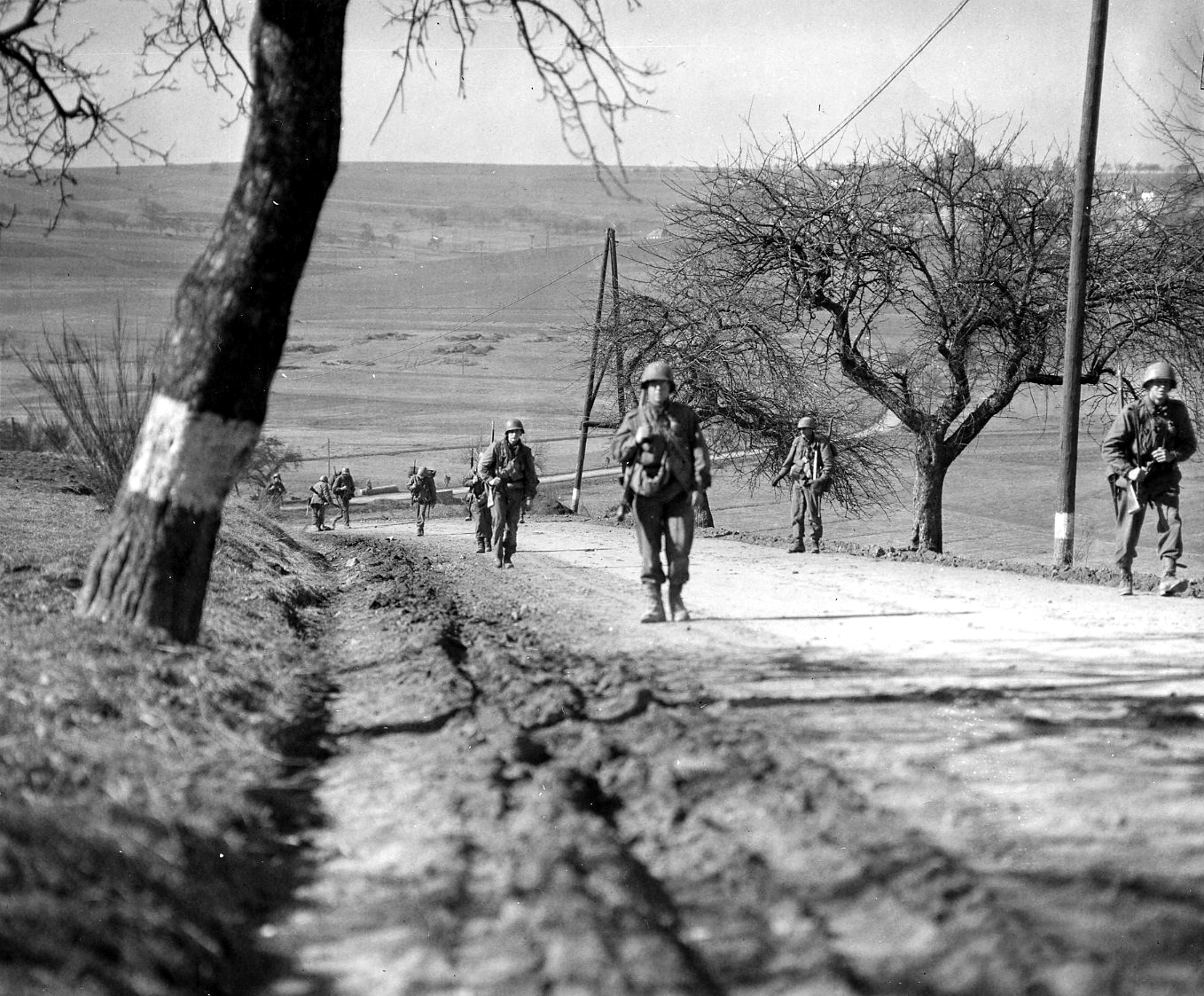
Fanti della 94th Infanry Division in marcia per le campagne del Palatinato alla volta di Kell nel marzo 1945

Lungo il fronte della Third Army, il XX Corps di Walker mantenne alta la pressione sui tedeschi anche il 17 marzo: la 10th Armored Division riuscì infine a ottenere uno sfondamento nel settore del LXXXII. Armeekorps, avanzando di dodici chilometri entro sera ma portando avanti dei riflettori per proseguire la marcia anche di notte, puntando al villaggio di Sankt Wendel diciassette chilometri più avanti. Nel settore del XII Corps, l'89th Division ampliò la sua testa di ponte oltre la Mosella in attesa dei carri armati dell'11th Armored Division, ma la 4th Armored Division spese il 17 marzo ferma sulle rive del Nahe per raggrupparsi, rifornire i suoi veicoli e attendere l'arrivo della fanteria che la seguiva; la pausa fu bene accolta dal LXXXIX. Armeekorps tedesco, che ne approfittò per portare avanti l'autorizzato ripiegamento oltre il Reno. Il comandante della 7. Armee Felber cercò di organizzare un contrattacco contro il fianco destro del saliente scavato dalla 4th Armored Division con i reparti del XIII. Armeekorps, ma l'azione abortì prima ancora di iniziare: l'unica forza mobile rimasta alla 7. Armee, i sette blindati e i 200 panzegrenadier della 2. Panzer-Division, trovò la strada bloccata da ostacoli anticarro posti dagli stessi tedeschi, mentre altri reparti del XIII. Armeekorps non riuscirono nemmeno a radunarsi a causa della penuria di mezzi di trasporto. Sia Felber che Hausser stavano chiedendo con insistenza al quartier generale dell'OB West il permesso di ritirare dietro al Reno l'intera 7. Armee, se non altro per evitare l'accerchiamento e la distruzione del XIII. e LXXX. Armeekorps ancora schierati sull'alto corso della Mosella. Kesselring dovette prevedibilmente rispondere ordinando di mantenere le posizioni attuali, ma ordinò anche di evitare il più possibile l'accerchiamento del grosso delle forze tedesche; l'ambiguità di quest'ordine fu più che sufficiente ad Hausser per ordinare quantomeno una ritirata della 7. Armee sulla linea del fiume Nahe.

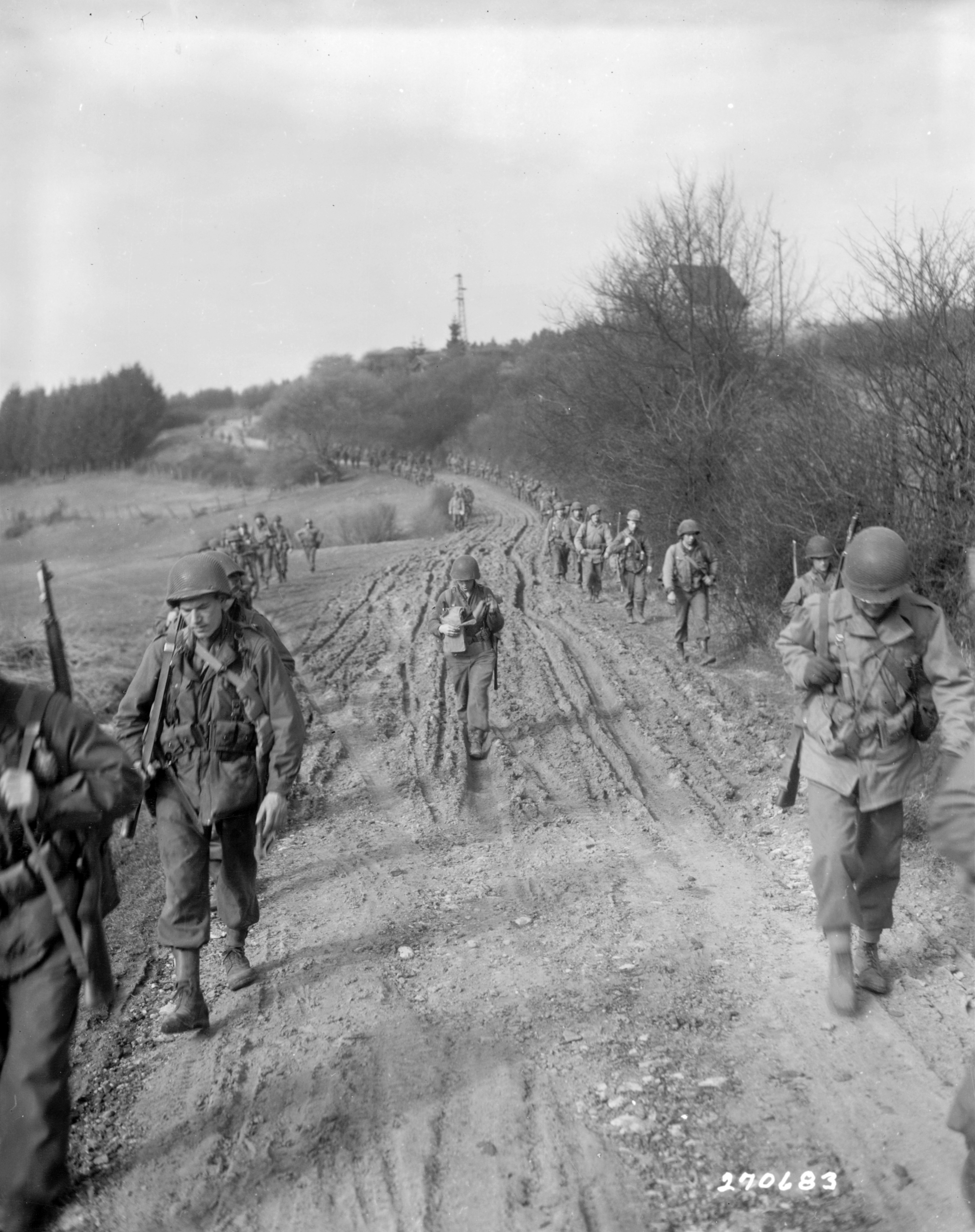
Fanti della 5th Division in marcia nelle campagne del Palatinato durante le operazioni di rastrellamento degli sbandati tedeschi lasciati indietro dall'avanzata della Third Army

Vista la rapida avanzata della Third Army, il 17 marzo Eisenhower convocò a Lunéville i vari Devers, Patch e Patton per ridisegnare gli obiettivi delle due armate: la zona compresa tra il Nahe e il Reno fu divisa equamente tra le due unità, con una linea di demarcazione che andava da poco a nord di Kaiserslautern a poco a sud di Worms; lo scopo era di creare una manovra a tenaglia che intrappolasse i tedeschi, con Patton che muoveva verso sud e Patch che spingeva verso nord. Forte di questa nuova sistemazione, Patton fece pressione sui suoi comandanti di corpo perché accelerassero il ritmo dell'avanzata. Tra il 18 e il 19 marzo, nel settore del XX Corps di Walker la 10th Armored Division continuò la sua avanzata fino ad attestarsi a meno di dieci chilometri a nord di Kaiserslautern; alle sue spalle viaggiavano anche la 12th Armored Division ed elementi di due divisioni di fanteria caricati su ogni camion disponibile, mentre la 26th Division sulla destra completava il suo oneroso sgombero delle fortificazioni della Sigfrido per poi piegare a est e muovere per ricongiungersi alla 65th Infantry Division, in avanzata verso nord dalla testa di ponte di Saarlautern. Nel settore del XII Corps di Eddy la 4th Armored Division sul Nahe non riuscì inizialmente a riprendere lo slancio dell'avanzata, in parte perché dovette distaccare forze per ripulire dal nemico la città di Bad Kreuznach, e in parte perché i tedeschi riuscirono a riorganizzare una certa resistenza: tra il 18 e il 19 marzo la divisione riuscì ad avanzare per soli sedici chilometri oltre il Nahe. Andò meglio all'appena arrivata 11th Armored Division, che il 18 marzo compì un'avanzata di più di trenta chilometri dalla Mosella a Kirn sull'alto corso del Nahe, proseguendo il giorno dopo per un'altra trentina di chilometri fino ad arrivare ad un punto poco a est di Kaiserslautern.
La ritirata dalla linea della Mosella del XIII. e LXXX. Armeekorps della 7. Armee e del LXXXII. Armeekorps della 1. Armee si trasformò ben presto in un "si salvi chi può". L'avanzata della 12th e della 11th Armored Division intrappolò in una sacca quanto restava della 2. Panzer-Division e di tre divisioni di fanteria, finite rastrellate dai fanti statunitensi che seguivano i carri; la ritirata di altri reparti tedeschi si svolse in un completo caos, con gli aerei statunitensi che mitragliavano i convogli in movimento su ogni strada. La sera del 19 marzo Felber dovette riconoscere l'impossibilità di tenere la linea del Nahe, e ordinò un arretramento su una nuova linea tracciata tra Magonza e Kaiserslautern; l'ordine non ebbe praticamente modo di essere eseguito. Nel tardo pomeriggio del 20 marzo la 90th Division, in avanzata sul fianco sinistro del XII Corps, occupò il terreno elevato che sovrastava Magonza; alla sua destra la 4th Armored Division scese verso il Reno e raggiunse Worms. La 10th e la 12th Armored Division dovettero lottare più che altro con il terreno impervio della Foresta del Palatinato, ma entro il tramonto del 20 marzo erano arrivate anch'esse nella piana del Reno davanti Ludwigshafen, dove i tedeschi avevano preventivamente fatto saltare i ponti sul Reno; quella notte Felber ordinò il ritiro sulla riva orientale del fiume del quartier generale della 7. Armee e del XIII. Armeekorps, lasciando sulla riva occidentale il LXXX. Armeekorps di Beyer con il compito di trattenere il più possibile i reparti statunitensi dall'infiltrarsi alle spalle della 1. Armee nella Saarland.

### Verso il Reno

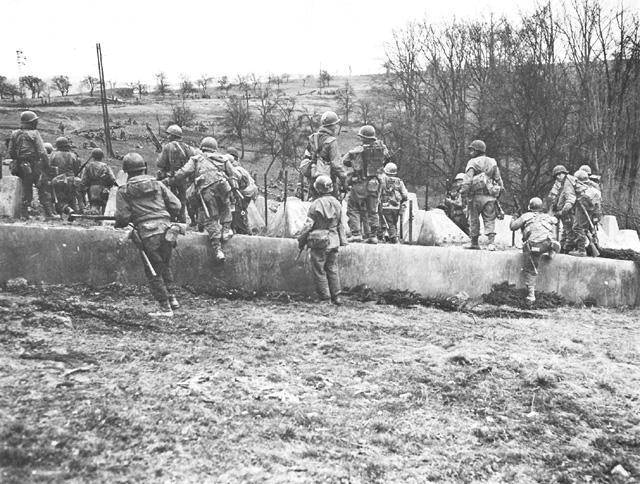
Soldati della 63rd Infantry Division superano alcuni denti di drago della Linea Sigfrido durante l'offensiva del marzo 1945

Anche il comandante del 1. Armee Foertsch fece uso dell'ordine di Kesselring del 17 marzo per iniziare il ritiro della sua armata con la scusa di evitare accerchiamenti: il primo a muovere fu il corpo schierato più a occidente, il LXXXV. Armeekorps, che nel corso di tre giorni abbandonò progressivamente le sue posizioni tra Saarbrücken e Zweibrücken per ripiegare verso est a protezione di Kaiserslautern e della sua strategica strada che portava al Reno, principale via di ritirata per l'intera 1. Armee. La mossa giungeva però in ritardo: il 20 marzo la 10th Armored Division raggiunse Kaisrelautern inaspettatamente da nord-ovest dopo aver sfondato le linee del LXXXII. Armeekorps. La ritirata del LXXXV. Armeekorps favorì la penetrazione dell'ala sinistra della Seventh Army, e il 19 marzo la 63rd Division riuscì finalmente ad aprire un varco nella Linea Sigfrido nei pressi di Sankt Ingbert; Patch aveva pronta una riserva corazzata con cui sfruttare lo sfondamento, ma in effetti tutti gli obiettivi oltre la Sigfrido nel settore del XXI Corps di Milburn erano già stati occupati dal XX Corps di Walker. Patch spostò quindi le riserve al centro in appoggio al XV Corps di Haislip, che in due giorni di scontri con il XIII SS-Armeekorps non era riuscito ad aprire un varco nella Sigfrido; ad ogni modo, la sera del 19 marzo Foertsch estese i suoi ordini di ritirata al XIII SS-Armeekorps, consentendo alla 45th Infantry Division del XV Corps di aprire il 20 marzo un varco nella Sigfrido nelle vicinanze di Zweibrücken.
Con il varco di Kaiserslautern chiuso dalla 10th Armored Division e la pressione della Seventh Army che cresceva, l'unica via di ritirata per i reparti dell'ala destra della 1. Armee erano le strette strade della Foresta del Palatinato: visto che la velocità era imperativa, i reparti tedeschi dovettero rinunciare ai movimenti notturni e procedere anche di giorno, esponendosi agli attacchi dei cacciabombardieri statunitensi che ebbero gioco facile nell'individuare i convogli tedeschi nelle poche strade disponibili nella regione; ben presto, le colonne tedesche furono ridotte a cumuli di veicoli, cannoni ed equipaggiamento distrutti. Più volte bombardate dall'artiglieria e dagli aerei alleati, le cittadine della zona erano in un completo caos: la 45th Division trovò Zweibrücken rasa al suolo e in preda a incendi che nessuno era in grado di spegnere, visto che i vigili del fuoco erano rimasti senza equipaggiamento e le autorità di governo locali avevano cessato di esistere; ad Homburg gli statunitensi trovano la città in preda ai saccheggi, con migliaia di lavori stranieri sfuggiti ai loro schiavisti tedeschi e soldati della Wehrmacht travestiti da civili che vagavano incontrollati per tutta la regione.
L'unica speranza per la massa di truppe tedesche in fuga verso il Reno era che l'ala sinistra della 1. Armee, il LXXXX. Armeekorps, tenesse chiuso i varco di Wissembourg agli statunitensi ancora per qualche giorno. Il VI Corps di Brooks iniziò il 19 marzo gli attacchi alle fortificazioni della Sigfrido sui due lati di Wissembourg; secondo i piani originari la 3e division d'infanterie algérienne, all'estrema alla destra del VI Corps, doveva fermarsi sulle rive del fiume Lauter, che segnava il confine tra Francia e Germania, ma il comandante delle forze francesi de Lattre de Tassigny fece pressioni su Devers perché l'avanzata continuasse, onde assicurare alla 1re armée un favorevole punto di attraversamento del Reno da sfruttare in seguito: la divisione fu quindi rinforzata dai carri della 5e division blindée fatti affluire dalle retrovie. Mentre il VI Corps metteva alla prova le fortificazioni della Sigfrido, il XX Corps di Walker rimise in moto la 10th Armored Division, inviata a inseguire i tedeschi in ritirata attraverso la Foresta del Palatinato. Nel tentativo di arrestarne la marcia, la mattina del 20 marzo la Luftwaffe inviò a più riprese circa 300 velivoli di vario tipo, tra cui gli aviogetti Messerschmitt Me 262, a bombardare le colonne della Third Army in marcia; l'azione fu un disastro per i tedeschi: i danni inflitti furono minimi, mentre le unità dell'antiaerea statunitense rivendicarono l'abbattimento di 25 apparecchi tedeschi e i caccia del XIX Tactical Air Command di altri otto.

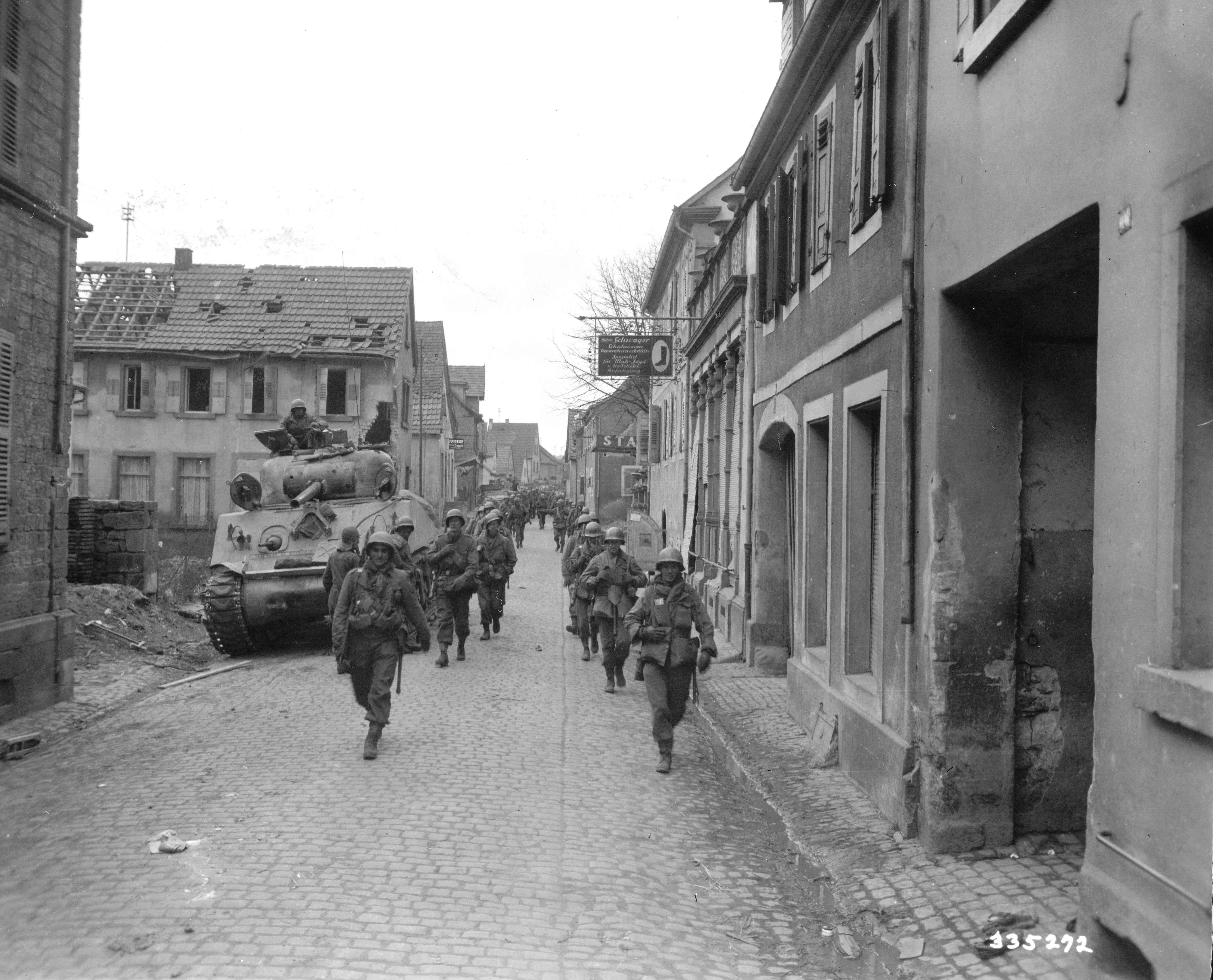
Fanti della 80th Infantry Division entrano a Kaiserslautern il 20 marzo poco dopo l'occupazione della città da parte dei carri della 10th Armored Division

Minacciati alle spalle dall'avanzata della 10th Armored Division, le unità del LXXXX. Armeekorps schierate più a ovest iniziarono a ritirarsi la sera del 20 marzo; quando la mattina dopo la 42nd Infantry Division, l'ala sinistra del VI Corps, sferrò il suo attacco alla Linea Sigfrido, trovò il vuoto. L'unità avanzò quindi in profondità, e all'alba del 22 marzo uno dei suoi reggimenti tagliò a est di Pirmasens la strada secondaria di collegamento che passava per la Foresta del Palatinato, mentre contemporaneamente la 10th Armored Division occupava Landau chiudendo anche la strada principale attraverso la foresta; i reparti tedeschi rimasti ancora nella Pfälzerwald dovettero frazionarsi in piccoli gruppi e tentare la sorte attraverso le stradine che passavano per i boschi. Mentre il LXXXX. Armeekorps continuava a resistere agli attacchi statunitensi nei dintorni di Wissembourg, Foertsch tentò di ricostruire un fronte di resistenza con il LXXX. Armeekorsp ceduto dalla 7. Armee a nord e i resti del XIII SS-Armeekorps al centro, ma lo sforzo si rivelò vano: entro la sera del 22 marzo la 10th Armored Division aveva sfondato il fronte tedesco tra Landau e Neustadt, mentre da nord la 12th Armored Division muoveva da Ludwigshafen verso gli attraversamenti sul Reno di Spira.
Dei ponti sul Reno rimasti alla 1. Armee, quello più meridionale situato a Maximiliansau saltò in aria prematuramente il 21 marzo quando un colpo di artiglieria statunitense fece detonare le cariche da demolizione predisposte dagli stessi tedeschi; il ponte di Spira invece fu distrutto dai tedeschi il 23 marzo per prevenire una sua cattura dagli ormai prossimi reparti della 12th Armored Division, lasciando come unico attraversamento rimasto il ponte e i traghetti di Germersheim, verso cui confluirono tutti i reparti della 1. Armee ancora in grado di muovere. L'autorizzazione formale l'evacuazione dei quartier generali della 1. Armee e dell'Hereesgruppe G (posti ancora sulla riva occidentale) arrivò infine il 23 marzo; quello stesso giorno, tutte le divisioni del VI Corps riuscirono infine ad aprire varchi attraverso la Sigfrido, anche se davanti a loro non restavano altro che retroguardie tedesche intente a coprire la ritirata del grosso delle forze. La 14th Armored Division fu inviata all'inseguimento delle forze tedesche e a ricongiungersi sul Reno con la 12th Armored Division, che stava tuttavia avendo difficoltà a sloggiare gli ultimi reparti nemici da Spira; solo la mattina del 24 marzo le due divisioni riuscirono a inviare contingenti in direzione di Germersheim, ma erano ancora lontane dalla città quando, alle 10:20, i tedeschi fecero saltare il ponte della città. Gli ultimi reparti della Wehrmacht furono traghettati sulla sponda orientale del Reno quella sera, e per il 25 marzo i reparti statunitensi avevano rastrellato anche gli ultimi sbandati rimasti sulla sponda occidentale, sancendo la conclusione dell'operazione Undertone.

## Conseguenze

Un soldato della 12th Armored Division statunitense monta la guardia a un gruppo di prigionieri tedeschi catturati nelle foreste del Reno

Risulta difficile calcolare l'esatto ammontare delle perdite tedesche in uomini e materiali riportate nel marzo 1945 nella campagna della Saarland-Palatinato, ma è sicuro che furono tremende e che lasciarono le unità pure scampate sull'altra riva del Reno pesantemente menomate. La Third Army di Patton calcolò di aver inflitto un totale di 113000 perdite ai reparti tedeschi che la fronteggiavano, tra cui 68000 soldati presi prigionieri; la Seventh Army stimò che le due armate tedesche impegnate nella campagna avessero perso tra il 75 e l'80% della loro fanteria, e i reparti franco-statunitensi di Patch riferirono a loro volta della cattura di 22000 prigionieri di guerra. Le perdite degli Alleati furono più contente, seppur non insignificanti: la Third Army conteggiò 5220 perdite di ogni tipo nel corso della campagna, tra cui 681 soldati uccisi in combattimento; i calcoli per la Seventh Army sono più incerti, ma il forzamento delle linee di bunker della Sigfrido impose un livello di vittime superiore a quello dei reparti di Patton, stimato in 12000 perdite di ogni tipo tra cui almeno un migliaio di caduti in combattimento.
Vista la sproporzione delle forze in campo, l'esito dell'operazione non fu fondamentalmente mai in discussione; ciononostante, e a dispetto di un alto comando obbligato dagli ordini di Hitler a non autorizzare arretramenti di sorta, la 1. Armee tedesca condusse un'abile azione ritardante che impedì quantomeno che l'intera armata finisse intrappolata e distrutta dalle forze statunitensi a ovest del Reno, portando almeno parte dei suoi reparti in salvo sulla riva orientale del fiume. Anche senza il mancato annientamento della 1. Armee, l'operazione Undertone rimase comunque un rimarchevole esempio di offensiva di successo per le forze degli Alleati occidentali, e soprattutto un capolavoro di coordinamento strategico: nonostante l'impiego di due armate rispondenti a catene gerarchiche diverse, il coordinamento tra la Third Army di Patton e la Seventh Army di Patch fu ottimo, e i pur inevitabili momenti di confusione e intralcio tra reparti differenti non inficiarono minimamente lo svolgimento delle operazioni, e risultarono anche numericamente contenuti in ragione del quantitativo di truppe e reparti impegnati e della velocità della loro avanzata.

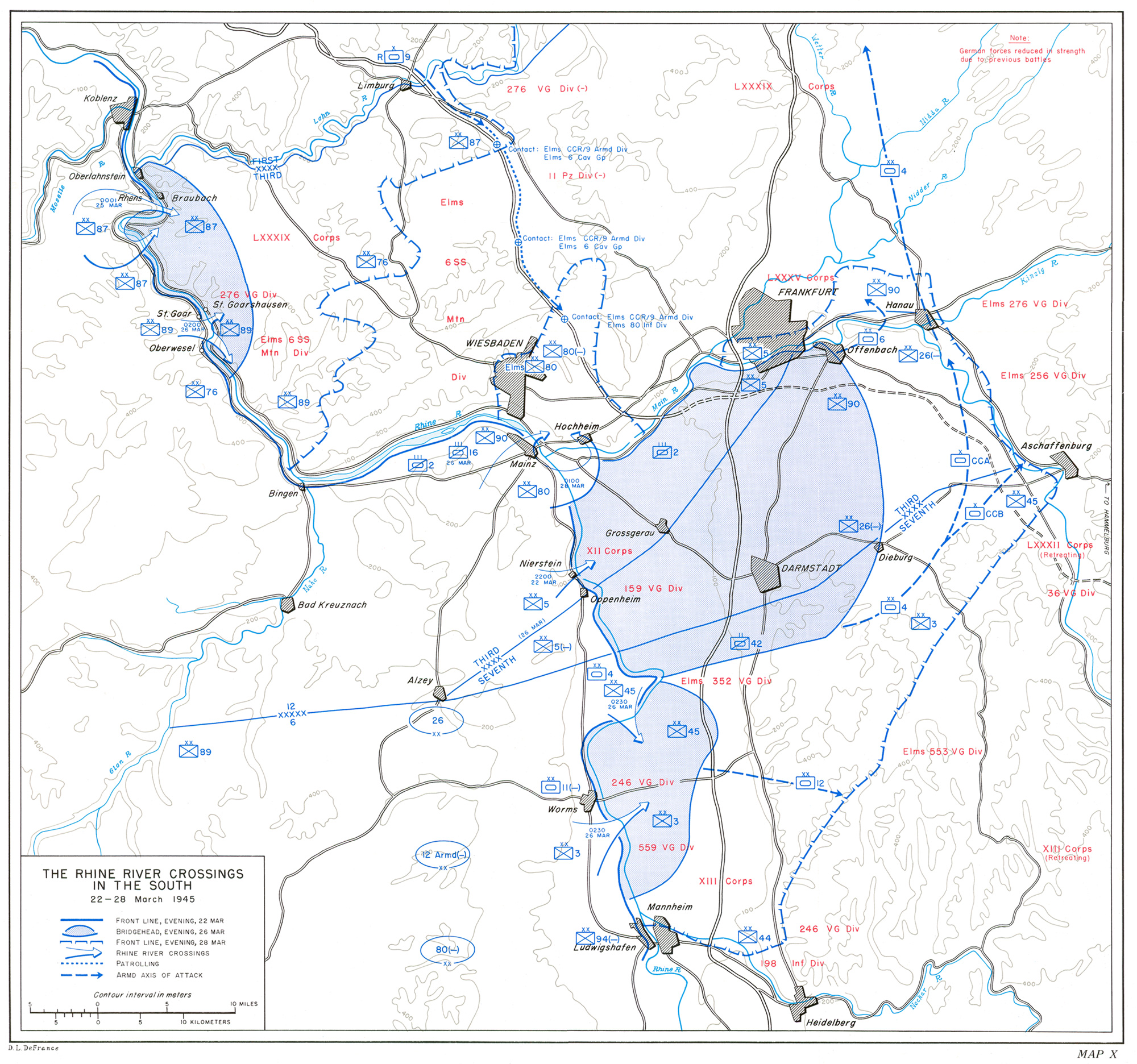
Carta del basso corso del Reno con indicate le operazioni di attraversamento lanciate dalle forze statunitensi tra il 22 e il 28 marzo 1945

Undertone rappresentò il capitolo finale della vittoriosa campagna alleata nelle terre tedesche a ovest del Reno. La strategia del fronte ampio di Eisenhower aveva pagato: la serie di offensive in successione sferrate dagli Alleati lungo tutto il fronte impedì ai tedeschi di impiegare le loro riserve, ormai in rapido esaurimento, per parare ogni singolo colpo sferrato loro dal nemico, tanto che le offensive finali come Undertone incontrarono una resistenza molto più debole di quanto ci si potesse aspettare. L'intera campagna si tramutò in una gigantesca battaglia di logoramento che la Germania del 1945 non poteva sperare di vincere: l'ostinazione di Hitler nel voler difendere le terre a ovest del Reno fece sì che, quando gli Alleati arrivarono sulle rive del fiume, non restassero poi molti reparti della Wehrmacht per difendere la sponda orientale. Oltre che ultimo grande ostacolo geografico a protezione della Germania, il Reno rappresentava una barriera psicologica per il popolo tedesco, caduta la quale nessuno poteva più mettere in dubbio l'esito della guerra. Sul finire di marzo 1945, questo crollo avvenne in maniera estremamente rapida: già nella notte tra il 22 e il 23 marzo, mentre ancora la 1. Armee tedesca cercava di districarsi dalla testa di ponte di Germersheim, la Third Army di Patton lanciò un attraversamento a sorpresa senza bombardamenti preliminari o manovre di preparazione che potessero allarmare i tedeschi, portando con poche perdite la 5th Infantry Division sulla riva orientale su mezzi da sbarco e cingolati anfibi nella zona di Oppenheim, appena conquistata nelle fasi finali di Undertone. Devers si prese qualche giorno in più per organizzare il suo attraversamento: il 26 marzo la Seventh Army di Patch si portò oltre il Reno nella zona di Worms, mentre più a sud anche i francesi di de Lattre de Tassigny passavano il fiume nei dintorni di Germersheim. Le armate alleate erano ora pronte ad avanzare fin nell'interno della Germania.